# Art roman en Pays basque
L'art roman en Pays basque est présent à travers les sept provinces qui composent ce territoire, avec une prédominance en Navarre et Alava.
Comme dans la plupart des sites romans d'Europe, l'art roman est, en Pays basque, intimement lié au chemin de Saint-Jacques.
Le concept de « Premier Art Roman » est développé par Puig i Cadafalch, qui l'a initialement appliqué à certaines églises catalanes avant que ce terme ne soit étendu à l'architecture romane en général. Puig i Cadafalch a d'abord publié ses idées en catalan, puis en espagnol, dans des ouvrages majeurs tels que L'Architecture romane en Catalogne et Le Premier Art Roman. Il analyse les influences variées reçues par les architectes catalans, notamment celles de l'Italie, du Languedoc, de Cluny, et de l'Espagne musulmane, tout en décrivant les différences stylistiques des églises chrétiennes de la région,,,.
Les caractéristiques du « Premier Art Roman » incluent l'utilisation de pierres grossières pour les murs, souvent découpées à l'aide d'outils simples et disposées en opus spicatum, des espaces intérieurs à voûtes en berceau et l'absence de sculptures décoratives. À partir du XIe siècle, le style lombard, influencé par l'Italie du Nord, commence à se manifester, notamment dans les arcs extérieurs décorés de bandes et de motifs.
L'architecture romane du nord de l'Espagne, particulièrement en Catalogne, marque une rupture avec les anciennes formules mozarabes, en introduisant de nouvelles structures et ornements, notamment des arcs profilés et des éléments décoratifs comme les colonnes torsadées et les absides sculptées. L'influence lombarde se répand dans toute l'Europe, de l'Italie à la France, en passant par la Catalogne et la Suisse.

## Noms des Saints au Pays basque
L'élaboration d'un répertoire de noms de saints en basque remonte au début du XXe siècle, avec Sabino Arana et Luis Eleizalde, qui ont créé des prénoms originaux (Josu, Jon, Miren...) faute de sources anciennes. Bien intégrés, ces noms n'ont toutefois pas remplacé les formes traditionnelles religieuses (Jesu Kristo, Ama Birjina...). Euskaltzaindia a donc entrepris de formaliser ces noms en basque. Tirés de la Bible et de la tradition chrétienne, ces noms d'origine variée ont évolué différemment selon les langues, donnant par exemple Pierre, Pedro, Peter, etc. ou en basque Petri à partir du latin Petrus.
Depuis longtemps, les noms de saints et de saintes ont été adaptés à la phonétique basque, surtout ceux enracinés dans la tradition populaire. Après le Concile de Trente (1545), l'Église a imposé les formes officielles dans les langues d'État, reléguant les formes basques au second plan, souvent associées à des milieux peu instruits. Cela a conduit à une prédominance des noms en espagnol ou en français dans les archives et documents, éclipsant les formes basques. Pourtant, des traces de ces noms anciens subsistent dans la toponymie et la tradition orale. Depuis que le basque est devenu langue officielle, un besoin de normalisation s'est fait sentir, notamment pour les noms de saints. L'Académie de la langue basque (Euskaltzaindia) a donc publié une liste de noms adaptés à l'orthographe actuelle. Certains noms sont valables pour les deux genres, d'autres ont une forme masculine ou féminine. On y trouve aussi des formes locales ou affectives, ainsi que des noms issus de toponymes liés à la Vierge.

### Fixation des noms de saints en basque
Pour fixer les noms de saints en basque, Euskaltzaindia se base sur la tradition linguistique basque en privilégiant les formes anciennes attestées dans les textes, les toponymes, et les patronymes. Par exemple :
- "Mikelarena", "Teresategi", "Martirena", "Mikeltorena".

Les formes les plus répandues et reconnaissables sont privilégiées, comme par exemple :
- "Petri" (au lieu de Pedro ou Pierre).

Les formes dialectales ou diminutives comme "Pello", "Beñat", "Txanton", "Ganix" ne sont pas des modèles officiels mais peuvent être utilisées comme prénoms.

#### Critères de sélection
- Lorsqu'une forme basque existe d'un côté du Pays Basque (Nord ou Sud) et pas de l'autre, c'est elle qui est retenue[7] : "Eztebe" (et non Esteban ou Étienne).
- Si une forme est trop altérée, elle est écartée au profit d'une forme standardisée comme : "Bizente" (au lieu de Bixintxo)

#### Règles d'orthographe
Les règles d'orthographe suivantes sont appliquées : c devient k : "Karlos", "Katalina", v reste dans certains noms historiques : "Valentin", "Veronika". Les noms se terminant par -us en latin deviennent -o en basque : "Martzelo", "Zeltso". Les noms se terminant par -os en grec deviennent -o en basque : "Teodoro", "Nartziso".
Si aucune tradition claire n'existe, on s'appuie sur les formes les plus répandues en Europe. Par exemple : "Baltasar" (vs Balthazar), "Filipe" (vs Felipe, Philippe), "Hiazinto" (vs Jacinto, Hyacinthe).
Mais pour les formes traditionnelles :  "Jakue" (au lieu de Jacques), "Gilen" (au lieu de Guillaume), "Jurgi" (au lieu de Georges), "Justi" (au lieu de Juste).

## Guipuscoa
Le patrimoine roman du Guipuscoa est disséminé à travers quatre de ses régions :
- église de Bedoña à Arrasate et porte du cimetière à Aretxabaleta en Debagoiena ;
- portails de l'église à Ormaiztegi et de l'église San Migel à Idiazabal en Goierri ;
- portail de l'église à Abaltzisketa et église Andre Maria à Tolosa en Tolosaldea ;
- portail de l'église à Ezkio-Itsaso en Urola Garaia.

## Biscaye
Les quelques exemples d'art roman en Biscaye se retrouvent principalement en Mungialdea :
- chapelle San Pelaio à Bakio ;
- église San Migel de Zumatxaga à Mungia ;
- église San Migel à Fruiz.

Une chapelle romane est cependant présente dans le Grand Bilbao, la chapelle San Pedro d'Abrisketa à Arrigorriaga.

## Alava
| Édifices religieux | Localité                        | Province basque | Description | Coordonnées                 | Image |
| --- | ------------------------------- | --------------- | --- | --------------------------- | ----- |
| Église de Saint-Étienne (San Esteban Protomártir)                                                                     | Aberasturi                      | Alava           | Construite entre le XIIe – XIIIe siècle, cette église conserve des vestiges médiévaux, mais l'élément le plus remarquable est l'arcade néoclassique à onze colonnes ioniques, conçue par Olagibele au début du XIXe siècle. À l'intérieur, la nef présente une innovation du XVIe siècle avec une organisation de l'espace de style Renaissance claire. Le retable principal, richement décoré dans le style "romain", est l'une des œuvres les plus remarquables de la Renaissance en Alava. | ⁠42° 49′ 39″ N, 2° 35′ 47″ O |       |
| Basilique du Saint-Christ (San Miguel de Atxa / Santo Cristo)                                                         | Abetxuku                        | Alava           | Construite au XIIIe siècle, le portail sud présente des archivoltes décorées de perles et un chapiteaux à décor végétal. L'utilisation d'éléments végétaux sur les chapiteaux et l'insertion d'un chapiteau avec des feuilles d'acanthe dans l'ancienne sacristie illustrent des solutions décoratives caractéristiques de l'époque. La structure de la clocher et l'agencement du portail montrent un équilibre entre fonctionnalité architecturale et richesse sculpturale.                 | ⁠42° 52′ 47″ N, 2° 41′ 06″ O |       |
| Église paroissiale Saint-Martin (San Martín)                                                                          | Abezia                          | Alava           | Construit au XIIIe siècle, l'édifice présente un arc triomphal aiguë et de solides contreforts, ainsi qu'une porte sud avec un double arc en pierre robuste. Le chœur et la nef sont recouverts d'une voûte en arc de cercle et d'arcs en ogive, assurant une continuité solide de l'espace. Les archivoltes des fenêtres, l'imposte décorée et les nervures convexes sont des éléments ornementaux caractéristiques de ce style                                                              | ⁠42° 56′ 50″ N, 2° 54′ 56″ O |       |
| Église de Saint-Jean l'Évangéliste (San Juan Evangelista)                                                             | Acebedo                         | Alava           | C'est un bâtiment du XIIe siècle, isolé du village, où l'on distingue l'abside semi-circulaire et la verticalité imposée par la tour carrée. La nef unique est couverte d'une voûte en arc de cercle, et à l'extrémité, une voûte peinte, ajoutée à l'époque baroque, est visible. Sur la façade extérieure, une croix grecque et des nervures géométriques se dévoilent, alliant simplicité et symbolisme                                                                                    | ⁠42° 54′ 10″ N, 3° 09′ 11″ O |       |
| Église de Saint-Barthélemy l'Apôtre (San Bartolomé)                                                                   | Adana                           | Alava           | Construite au XVIe siècle, elle présente une nef unique à plan de salle et à chevet droit, avec une cloche visible à l'intérieur de la tour néoclassique. La porte d'entrée est composée de deux archivoltes et d'un arc de décharge décoré de motifs en damier, avec une bande de diamants bien marquée. Des traces de nervures légères et des décorations végétales sont encore visibles sur les murs                                                                                       | ⁠42° 49′ 24″ N, 2° 28′ 27″ O |       |
| Église Saint-Étienne (Done Eztebe / San Esteban)                                                                      | Aletxa                          | Alava           | | 42° 45′ 20″ N, 2° 26′ 58″ O |       |
| Église Sainte-Marie (Dona Maria / Santa María)                                                                        | Amurrio                         | Alava           | | 43° 03′ 14″ N, 3° 00′ 00″ O |       |
| Église Saint-Étienne-Protomartyr (Done Eztebe / San Esteban Protomártir)                                              | Anda                            | Alava           | | 42° 55′ 08″ N, 2° 53′ 44″ O |       |
| Église Sainte-Catherine (Santa Katalina / Santa Catalina)                                                             | Andollu                         | Alava           | | 42° 49′ 54″ N, 2° 34′ 06″ O |       |
| Église Saint-Vincent (San Bixente / San Vicente)                                                                      | Añes                            | Alava           | | 43° 03′ 33″ N, 3° 07′ 58″ O |       |
| Basilique Notre-Dame (Sainte-Marie-des-Champs) (Andre Maria landakoa / Nuestra Señora del Campo)                      | Antoñana                        | Alava           | | 42° 41′ 43″ N, 2° 23′ 39″ O |       |
| Église Notre-Dame de la Nativité (Andre Mariaren Jaiotza / Natividad de Nuestra Señora)                               | Añua                            | Alava           | | 42° 50′ 00″ N, 2° 32′ 17″ O |       |
| Église Notre-Dame de l'Assomption (Andre Mariaren Jasokundea / Nuestra Señora)                                        | Apellániz / Apinaiz             | Alava           | | 42° 43′ 53″ N, 2° 28′ 48″ O |       |
| Église Saint-Jacques-Apôtre (Done Jakue Apostolua / Santiago Apóstol)                                                 | Aprikano                        | Alava           | | 42° 51′ 07″ N, 2° 53′ 43″ O |       |
| Basilique Saint-Jean d'Amamio (San Joan Amamiokoa / San Juan de Amamio)                                               | Araia                           | Alava           | | 42° 53′ 21″ N, 2° 18′ 34″ O |       |
| Église Saint-Pierre-Apôtre (Done Petri Apostolua / San Pedro Apóstol)                                                 | Arangiz                         | Alava           | | 42° 53′ 18″ N, 2° 42′ 02″ O |       |
| Église Saint-Sébastien (Done Sebastian / San Sebastián)                                                               | Archua                          | Alava           | | 42° 53′ 16″ N, 2° 58′ 28″ O |       |
| Église Saint-Augustin (Agustin Deuna / San Agustín)                                                                   | Arenaza                         | Alava           | | 42° 45′ 49″ N, 2° 25′ 18″ O |       |
| Église Sainte-Colombe (Santa Kolunba / Santa Columba)                                                                 | Argandoña                       | Alava           | | 42° 50′ 22″ N, 2° 35′ 00″ O |       |
| Église Notre-Dame de la Nativité (Andre Mariaren Jaiotza / Nuestra Señora de la Natividad)                            | Arkaia                          | Alava           | | 42° 50′ 30″ N, 2° 38′ 02″ O |       |
| Église Saint-Martin (Done Martie / San Martín)                                                                        | Arluzea                         | Alava           | | 42° 43′ 39″ N, 2° 32′ 33″ O |       |
| Basilique Saint-Prudence (San Prudentzio / San Prudencio)                                                             | Armentia                        | Alava           | | 42° 49′ 59″ N, 2° 42′ 07″ O |       |
| Église Saint-Román (Done Erroman / San Román)                                                                         | Arriano                         | Alava           | | 42° 53′ 11″ N, 2° 59′ 08″ O |       |
| Église Notre-Dame de l'Assomption (Andre Mariaren Jasokundea / Nuestra Señora de la Asunción)                         | Arriola                         | Alava           | | 42° 54′ 45″ N, 2° 23′ 27″ O |       |
| Église Saint-Cosme et Saint-Damien (San Kosme eta San Damian / San Cosme y San Damián)                                | Artatza-Axkoeta / Artaza-Escota | Alava           | | 42° 50′ 58″ N, 2° 58′ 00″ O |       |
| Église Saint-Émilien (Done Millan / San Millán)                                                                       | Astúlez / Estuliz               | Alava           | | 42° 52′ 58″ N, 3° 05′ 13″ O |       |
| Basilique la Solitude (Bakardadea /Soledad)                                                                           | Atauri                          | Alava           | | 42° 43′ 44″ N, 2° 26′ 01″ O |       |
| Église Notre-Dame de l'Assomption (Andre Mariaren Jasokundea / Nuestra Señora de la Asunción)                         | Atauri                          | Alava           | | 42° 43′ 37″ N, 2° 25′ 39″ O |       |
| Église Saint-Jean-Baptiste (San Joan Bataiatzailea / San Juan Bautista)                                               | Audikana                        | Alava           | | 42° 52′ 55″ N, 2° 29′ 16″ O |       |
| Église Saint-Jean-Baptiste (San Joan Bataiatzailea / San Juan Bautista)                                               | Azilu                           | Alava           | | 42° 49′ 52″ N, 2° 28′ 24″ O |       |
| Église Saint-Martin (Mattin Deuna / San Martín)                                                                       | Bachicabo                       | Alava           | | 42° 47′ 23″ N, 3° 04′ 18″ O |       |
| Église Saint-Martin (Done Martie / San Martín)                                                                        | Baroja                          | Alava           | | 42° 39′ 56″ N, 2° 41′ 27″ O |       |
| Église Saint-Genès (San Jines / San Ginés)                                                                            | Basquiñuelas                    | Alava           | | 42° 48′ 43″ N, 2° 57′ 40″ O |       |
| Église Saint-Cornelius et Saint-Cyprien (Kornelio eta Zipriano Saintuak / San Cornelio y San Cipriano)                | Bellojín                        | Alava           | | 42° 49′ 41″ N, 3° 01′ 45″ O |       |
| Église Saint-Pierre (Done Petri / San Pedro)                                                                          | Beluntza                        | Alava           | | 42° 57′ 34″ N, 2° 53′ 27″ O |       |
| Basilique Notre-Dame d'Okon (Okongo Andra Mari / Nuestra Señora de Okón)                                              | Bernedo                         | Alava           | | 42° 37′ 25″ N, 2° 30′ 42″ O |       |
| Église Notre-Dame de la Nativité (Andre Mariaren Jaiotza / Natividad de Nuestra Señora)                               | Bernedo                         | Alava           | | 42° 37′ 37″ N, 2° 29′ 53″ O |       |
| Église Notre-Dame de la Nativité (Andre Mariaren Jaiotza / Natividad de Nuestra Señora)                               | Berrikano                       | Alava           | | 42° 56′ 45″ N, 2° 43′ 10″ O |       |
| Église Notre-Dame de l'Assomption (Andre Mariaren Jasokundea / Nuestra Señora de la Asunción)                         | Betolatza                       | Alava           | | 42° 56′ 19″ N, 2° 39′ 58″ O |       |
| Église Saint-Étienne (Done Eztebe / San Esteban)                                                                      | Betoño                          | Alava           | | 42° 51′ 42″ N, 2° 39′ 21″ O |       |
| Église Saint-Étienne (Done Eztebe / San Esteban)                                                                      | Buruaga                         | Alava           | | 42° 56′ 46″ N, 2° 42′ 02″ O |       |
| Église Saint-Jean l'Évangéliste (San Joan Ebangelista / San Juan Bautista)                                            | Caranca                         | Alava           | | 42° 52′ 01″ N, 3° 04′ 32″ O |       |
| Église Saint-Jacques (Done Jakue / Santiago)                                                                          | Cerio / Zerio                   | Alava           | | 42° 51′ 10″ N, 2° 35′ 23″ O |       |
| Église Décollation-de-Saint-Jean-Baptiste (San Joan Bataiatzailearen Lepoa Moztea / Degollación de San Juan Bautista) | Cicujano / Zekuiano             | Alava           | | 42° 45′ 17″ N, 2° 26′ 15″ O |       |
| Église Saint-Jean-l'Évangéliste (Done Joanes Ebanjelaria / San Juan Evangelista)                                      | Ciriano / Ziriano               | Alava           | | 42° 55′ 47″ N, 2° 40′ 21″ O |       |
| Église Saint-Cornelius et Saint-Cyprien (Kornelio eta Zipriano Deunak / San Cornelio y San Cipriano)                  | Comunión / Komunioi             | Alava           | | 42° 42′ 57″ N, 2° 57′ 56″ O |       |
| Église Saint-Michel (Done Mikel / San Miguel)                                                                         | Corro                           | Alava           | | 42° 52′ 51″ N, 3° 10′ 12″ O |       |
| Église Sainte-Marie (Dona Maria / Santa María)                                                                        | Delika                          | Alava           | | 42° 58′ 05″ N, 2° 59′ 22″ O |       |
| Église Saint-Barthélémy-Apôtre (Done Bartolome Apostolua / San Bartolomé)                                             | Domaikia                        | Alava           | | 42° 55′ 40″ N, 2° 48′ 27″ O |       |
| Église Saint-Étienne (Done Eztebe / San Esteban)                                                                      | Durana                          | Alava           | | 42° 53′ 28″ N, 2° 38′ 18″ O |       |
| Église Saint-Romain (Done Erroman / San Román)                                                                        | Egileta                         | Alava           | | 42° 48′ 42″ N, 2° 31′ 55″ O |       |
| Ermitage Saint-Jean d'Arrarain (Arraraingo San Juan / San Juan de Arrarain)                                           | Elburgo / Burgelu               | Alava           | | 42° 51′ 07″ N, 2° 32′ 20″ O |       |
| Église Saint-Pierre (Done Petri / San Pedro)                                                                          | Elorriaga                       | Alava           | | 42° 51′ 00″ N, 2° 38′ 31″ O |       |
| Église Saint-Michel Archange (Done Mikel Goiaingerua / San Miguel Arcángel)                                           | Elosu                           | Alava           | | 42° 58′ 31″ N, 2° 40′ 42″ O |       |
| Église Saint-André-Apôtre (Done Ander Apostolua / San Andrés Apóstol)                                                 | Erentxun                        | Alava           | | 42° 48′ 55″ N, 2° 31′ 18″ O |       |
| Église Saint-Martin (Done Martie / San Martín)                                                                        | Eribe                           | Alava           | | 42° 57′ 20″ N, 2° 42′ 41″ O |       |
| Église Saint-André-Apôtre (Done Ander Apostolua / San Andrés Apóstol)                                                 | Estarrona                       | Alava           | | 42° 52′ 00″ N, 2° 44′ 52″ O |       |
| Basilique Notre-Dame d'Estíbaliz (Estibalizko Andre Maria / Nuestra Señora de Estíbaliz)                              | Estibaliz                       | Alava           | | 42° 50′ 54″ N, 2° 34′ 13″ O |       |
| Église Notre-Dame de l'Assomption (Andre Mariaren Jasokundea / Nuestra Señora de la Asunción)                         | Etura                           | Alava           | | 42° 53′ 30″ N, 2° 29′ 23″ O |       |
| Église Saint-Jacques (Done Jakue / Santiago)                                                                          | Etxabarri                       | Alava           | | 42° 53′ 04″ N, 2° 53′ 16″ O |       |
| Éise Saint-Michel (Done Mikel / San Miguel)                                                                           | Etxegoien                       | Alava           | | 43° 02′ 28″ N, 3° 01′ 23″ O |       |
| Église Saint-Romain (Done Erroman / San Román)                                                                        | Ezkerekotxa                     | Alava           | | 42° 50′ 54″ N, 2° 27′ 09″ O |       |
| Église Notre-Dame de l'Assomption (Andre Mariaren Jasokundea / Nuestra Señora de la Asunción)                         | Galarreta                       | Alava           | | 42° 53′ 48″ N, 2° 21′ 46″ O |       |
| Église Notre-Dame de la Nativité (Andre Mariaren Natibitatea / Natividad de Nuestra Señora)                           | Gamarra Menor / Gamarragutxia   | Alava           | | 42° 53′ 05″ N, 2° 38′ 50″ O |       |
| Église Sainte-Eulalie (Meridako Santa Eulalia / Santa Eulalia)                                                        | Gámiz                           | Alava           | | 42° 49′ 09″ N, 2° 37′ 14″ O |       |
| Église Saint-Pierre-Apôtre (Done Petri Apostolua / San Pedro)                                                         | Gardelegi                       | Alava           | | 42° 49′ 26″ N, 2° 40′ 34″ O |       |
| Église Saint-Martin de Tours (San Martin Tourskoa / San Martín de Tours)                                              | Gazeo                           | Alava           | | 42° 50′ 54″ N, 2° 25′ 45″ O |       |
| Église Saint-Martin de Tours (Done Martie Tourskoa / San Martín de Tours)                                             | Gazeta                          | Alava           | | 42° 50′ 34″ N, 2° 32′ 20″ O |       |
| Église Sainte-Anne (Santa Ana / Santa Ana)                                                                            | Goiain                          | Alava           | | 42° 57′ 15″ N, 2° 38′ 25″ O |       |
| Église Saint-Jacques-Apôtre (Done Jakue Apostolua / Santiago Apóstol)                                                 | Goiuri-Ondona                   | Alava           | | 42° 58′ 37″ N, 2° 54′ 48″ O |       |
| Église Notre-Dame de l'Assomption (Andre Mariaren Jasokundea / Nuestra Señora de la Asunción)                         | Gopegi                          | Alava           | | 42° 57′ 51″ N, 2° 43′ 47″ O |       |
| Église Notre-Dame de l'Assomption (Andre Mariaren Jasokundea / Nuestra Señora de la Asunción)                         | Gordoa                          | Alava           | | 42° 54′ 08″ N, 2° 23′ 05″ O |       |
| Église Saint-Jacques-Apôtre (Done Jakue Apostolua / Santiago Apóstol)                                                 | Guillerna / Gilierna            | Alava           | | 42° 56′ 57″ N, 2° 51′ 15″ O |       |
| Église Saint-Christophe (San Kristobal / San Cristóbal)                                                               | Heredia                         | Alava           | | 42° 52′ 42″ N, 2° 26′ 39″ O |       |

## Navarre
| Édifices religieux                                                                     | Localité                                                 | Province basque | Description | Coordonnées                 | Image |
| -------------------------------------------------------------------------------------- | -------------------------------------------------------- | --------------- | --- | --------------------------- | ----- |
| Église du Saint-Sauveur (Santa Elena de Abaiz)                                         | Abaiz / Epaitz (Lerga)                                   | Navarre         | Construite au XIe siècle, elle s'élève sur un rocher, avec des pierres de taille bien équarries et des murs très épais. La nef possède des arcs doubleaux, qui soutenaient probablement un toit en bois à double versant, ainsi qu'une abside en demi-cercle à l'intérieur. Le portail supérieur, avec un arc de décharge irrégulier, présente un tympan orné de traces de chrisme et d'une inscription presque illisible. | 42° 33′ 00″ N, 1° 28′ 34″ O |       |
| Abbaye Sainte-Marie la Réal d'Iranzu (Santa María la Real de Iranzu)                   | Abárzuza                                                 | Navarre         | Construite à la fin du XIIe siècle, l'abbaye se distingue par sa transition entre la simplicité bénédictine et l'épuration formelle de l'art cistercien. L'art roman est visible dans les chapiteaux à décor végétal et historiés du cloître et de la salle capitulaire, ainsi que dans les voûtes d'ogives soutenues par des colonnes élancées et des corbeaux décorées. L'église présente un plan simple avec une abside à chevet plat, une structure marquée par des arcs en ogive et des fenêtres en arc brisé. | 42° 45′ 03″ N, 2° 02′ 20″ O |       |
| Église Saint-Jean-Baptiste (San Juan Bautista)                                         | Aberin                                                   | Navarre         | Fondée après la donation du monastère d'Irache en 1072, elle constitue un exemple significatif de l'art roman en Navarre. Elle présente une façade ornée d'une porte abocinée à cinq archivoltes, avec des chapiteaux sculptés de scènes animales et bibliques, typiques du style roman. À l'intérieur, la structure comprend une voûte en berceau pointé, de grandes fenêtres abocinées à doubles arcs de demi-point et des chapiteaux décorés de motifs végétaux et historiés. | 42° 37′ 12″ N, 2° 00′ 24″ O |       |
| Ermitage Saint-Barthélemy (San Bartolomé)                                              | Aguilar de Codés                                         | Navarre         | Église romane tardive du XIIe siècle avec une coupole en forme de croisée d'ogives et des nervures radiales. Le portail est orné d'un arc en plein cintre, soutenu par des colonnes et des pilastres, avec des chapiteaux finement sculptés représentant des oiseaux et des motifs végétaux. Le tympan présente l'Agnus Dei et un Chrisme Trinitaire, accompagné d'anges portant un texte de l'Apocalypse. | 42° 36′ 45″ N, 2° 22′ 16″ O |       |
| Église Sainte Marie (Santa María)                                                      | Aibar                                                    | Navarre         | Église romane sobre datant de la seconde moitié du XIIe siècle, bien proportionnée malgré sa simplicité. Elle comprend une nef unique de quatre travées, une abside semi-circulaire et une modeste façade à l'ouest. À l'intérieur, la voûte en berceau brisé repose sur des arcs doubleaux et des chapiteaux sculptés de motifs végétaux. | 42° 35′ 31″ N, 1° 21′ 44″ O |       |
| Église Saint Pierre (San Pedro)                                                        | Aibar                                                    | Navarre         | Édifiée vers 1140, cette église romane possédait trois nefs dont seules subsistent les trois dernières travées. Les chapiteaux sont décorés de motifs végétaux, d'animaux et personnages fantastiques (sirène à double queue, singes). Le portail en plein cintre est orné de moulures simples et d'une archivolte en damier. | 42° 35′ 32″ N, 1° 21′ 35″ O |       |
| Église Saint-Julien (San Julián)                                                       | Aizkurgi (Urraúl Alto / Urraulgoiti)                     | Navarre         | Construite à la fin du XIIe siècle, elle présente une structure compacte avec une seule nef et une tour spectaculaire au-dessus de la dernière partie. Les voûtes en berceau de la deuxième paroi et du chevet sont soutenues par des arcs semi-circulaires reposant sur des corbeaux. À l'extérieur, l'accent est mis sur les contreforts et l'utilisation de pierres de taille irrégulières. | 42° 46′ 04″ N, 1° 14′ 06″ E |       |
| Église Saint-Étienne (San Esteban)                                                     | Amatriain (Leoz / Leotz)                                 | Navarre         | Construite à la fin du XIIe siècle, elle possède une nef de six travées avec un chevet plat, ainsi qu'une chapelle. La structure est renforcée par des murs en moellons avec des pierres de taille aux angles. La tour, médiévale, a été restaurée au XVIIe siècle. On y accède par un portail simple en arc brisé, et elle abrite un baptistère médiéval. | 42° 35′ 12″ N, 1° 34′ 07″ E |       |
| Église Saint-André (San Andrés)                                                        | Añezcar (Berrioplano / Berriobeiti)                      | Navarre         | Église romane de la fin du XIIe siècle, elle a été remaniée aux siècles suivants. Elle conserve une nef de quatre travées voûtées en berceau brisé et un chevet gothique polygonal à voûte nervurée. Le portail présente trois arcs brisés sculptés, protégés par un arc en fer à cheval, avec chapiteaux décorés de motifs végétaux et figures stylisées. | 42° 51′ 52″ N, 1° 43′ 20″ O |       |
| Église Sainte-Marie ou de la Purification (Santa María de Arce ou Purísima Concepción) | Arce / Artzi                                             | Navarre         | C'est un petit bijou de l'art roman rural navarrais du XIIe siècle, avec ses quatre travées et une abside en cul-de-four. Le portail latéral possède deux archivoltes décorées de têtes humaines et de boules, soutenues par des chapiteaux sculptés de motifs figuratifs et à décor végétal. À l'extérieur, modillons très expressifs et fenêtres en plein cintre complètent le décor. | 42° 51′ 54″ N, 1° 22′ 34″ O |       |
| Église Saint-Vincent (San Vincente)                                                    | Ardanaz (Vallée d'Egüés)                                 | Navarre         | Église du début du XIIIe siècle, elle possède un portail roman à deux archivoltes et un Chrisme peu conventionnel. Les chapiteaux présentent des figures humaines et animales comme des centaures et des basilics parmi un décor végétal. À l'intérieur, on distingue les bases des arcs doubleaux et une frise continue sur la nef. | 42° 48′ 20″ N, 1° 33′ 25″ O |       |
| Église Saint-Martin de Tours (San Martín de Tours)                                     | Ardanaz (Izagaondoa)                                     | Navarre         | Construite au XIIe siècle, cette église se distingue par son portail particulièrement orné. Les chapiteaux du portail présentent des scènes symboliques complexes, telles que des figures humaines et des animaux très expressifs, qui capturent l'imaginaire médiéval avec des détails énigmatiques et mystérieux. De plus, les modillons et métopes qui décorent l'édifice racontent des histoires bibliques et mythologiques, offrant une iconographie riche qui complète la décoration sculpturale extérieure. | 42° 44′ 13″ N, 1° 25′ 19″ E |       |
| Ermitage de la Sainte-Trinité (Santísima Trinidad)                                     | Arre                                                     | Navarre         | Construite vers 1200, elle conserve des éléments romans tardifs comme son chevet semi-circulaire à cinq pans et une nef de trois travées. La façade est dissimulée sous un porche moderne qui supporte une maison, le portail à trois archivoltes subsiste encore. Un intérieur voûté en berceau avec décor d'arcatures peintes. | 42° 50′ 10″ N, 1° 36′ 15″ O |       |
| Église Saint-Martin (San Martín)                                                       | Artaiz (Unciti)                                          | Navarre         | Construite à la fin du XIIe siècle, c'est l'un des joyaux de l'art roman rural navarrais. Le portail sud présente trois voussures ornées de chapiteaux finement sculptés aux motifs figuratifs, un tympan avec un Chrisme, et des lions encadrant la scène. La corniche est soutenue par des modillons très expressifs accompagnés de métopes historiées de grande qualité. | 42° 44′ 55″ N, 1° 28′ 10″ O |       |
| Église Saint-Jean-Baptiste (San Juan Bautista)                                         | Artariain (Leoz / Leotz)                                 | Navarre         | Construite vers l'an 1200, l'église conserve principalement une nef de quatre travées, couverte de voûtes en ogive renforcées par des arcs-doubleaux. La petite chapelle au coté de l'Évangile s'ouvre par une arche en plein cintre et est couverte d'une voûte en berceau. Le baptistère et les murs extérieurs en pierre de taille avec angles renforcés datent également de l'époque d'origine. Le reste de la structure a été reconstruite au XVIe siècle et au XVIIe siècle. | 42° 36′ 59″ N, 1° 34′ 36″ E |       |
| Monastère Sainte-Marie la Réal d'Irache (Santa María la Real de Irache)                | Ayegui                                                   | Navarre         | Construit au milieu du XIIe siècle, il se distingue par son équilibre entre la simplicité monastique et la richesse décorative. L'art roman est visible dans les voûtes d'ogives, reposant sur des piliers en croix, ainsi que sur des chapiteaux cisterciens ornés de motifs végétaux et de scènes historiées. L'abside centrale présente des arcs aveugles, des oculus et des fenêtres en arc brisé, mettant en valeur une articulation spatiale et décorative soignée. | 42° 39′ 00″ N, 2° 02′ 36″ O |       |
| Église de Sainte-Catherine d'Alexandrie (Santa Catalina)                               | Azcona / Aizkoa (Vallée d'Yerri)                         | Navarre         | Construite à la fin du XIIe siècle, elle est influencée par un style cistercien. Le portail sud est constitué de deux arcs pointus simples, et l'intérieur abrite des chapiteaux historiés représentant des scènes comme le Christ entre des lions et un centaure tirant sur un chevalier. La corniche est décorée de modillons qui représentent des animaux et des figures humaines, dont une représentation de la Vierge et l'Enfant, ainsi que des inscriptions telles que SANSO/GARCIA, probablement le nom du commanditaire. | 42° 44′ 53″ N, 1° 58′ 51″ O |       |
| Monastère de Saint-Georges (San Jorge)                                                 | Azuelo                                                   | Navarre         | Édifice roman du XIIe siècle, exemple remarquable d'architecture romane. Le portail est composé de six voussures, deux à arc plein cintre reposant sur des colonnes, décorées de chapiteaux sculptés, représentant des motifs végétaux et animaliers. Le tympan présente un Chrisme. L'intérieur est une basilique à trois travées, avec un chœur semi-circulaire. L'édifice est orné de chapiteaux à décor végétal et animaliers, mettant en valeur l'iconographie romane. | 42° 36′ 31″ N, 2° 20′ 47″ O |       |
| Église Saint-Michel (San Miguel)                                                       | Badostain (Vallée d'Egüés)                               | Navarre         | Église romano-gothique tardive avec trois travées et un chevet plat. Le portail nord présente trois archivoltes simples et une corniche décorée de motifs géométriques et floraux, dont un dragon très érodé. À l'intérieur, une voûte brisée et des arcs doubleaux reposent sur des corbeaux. | 42° 47′ 57″ N, 1° 35′ 41″ O |       |
| Ermitage de la Vierge du Chemin (Ermita Virgen del Camino)                             | Badostain (Vallée d'Egüés)                               | Navarre         | Cet ermitage roman de 1215 conserve un portail orné de trois archivoltes sculptées sur des chapiteaux à feuillages et oiseaux. On distingue encore un Chrisme au tympan. L'abside semi-circulaire et la nef à quatre travées ont été restaurées, mais elles conservent leurs volumes romans d'origine. | 42° 48′ 05″ N, 1° 35′ 30″ O |       |
| Église Sainte-Barbe (Santa Barbara)                                                    | Bariain (Olóriz / Oloritz)                               | Navarre         | Construite au début du XIIIe siècle, cette église possède un chevet plat et une structure restaurée qui conserve son caractère roman tardif. La nef est divisée en quatre travées et couverte d'un toit à deux versants en bois. Des arcs diaphragmes en ogive, reposant sur des pilastres et des voûtes en berceau, soutiennent l'ensemble. À l'extérieur, on remarque la combinaison de contreforts et de maçonnerie en pierre de taille ; le porche est formé d'arcs en plein cintre, dans un style simple et robuste. | 42° 38′ 42″ N, 1° 34′ 41″ E |       |
| Église Notre-Dame-de-la-Purification (Nuestra Señora de la Purificación)               | Besolla (Ibargoiti)                                      | Navarre         | Construite au XIIe siècle, cette église possède un portail très richement sculpté, protégé par un auvent orné de pointes-de-diamant. La structure comprend une nef unique, une voûte en berceau légèrement brisée et une abside semi-circulaire couverte d'une voûte en quart de sphère. À l'intérieur, les chapiteaux présentent une décoration à décor végétal et géométrique simple ; le tympan, quant à lui, arbore un Chrisme trinitaire partiellement polychrome. | 42° 40′ 23″ N, 1° 23′ 38″ E |       |
| Église Saint-Jean de Jérusalem (San Juan)                                              | Cabanillas                                               | Navarre         | Édifice roman du XIIe siècle, le portail est composé de trois voussures décorées de motifs végétaux et géométriques. Le tympan et les fenêtres du chœur sont en arc en plein cintre, ornés de chapiteaux à décor végétal. À l'extérieur, l'absidiole est divisée en trois parties par des contreforts et des colonnes avec chapiteaux décorés de feuilles d'acanthe. | 42° 01′ 46″ N, 1° 31′ 17″ O |       |
| Abbaye Sainte-Marie-de-la-Oliva (Santa María de la Oliva)                              | Carcastillo / Zarrakaztelu                               | Navarre         | Érigée à la fin du XIIe siècle, elle conserve un portail orné d'un Chrisme trinitaire et d'une riche iconographie intégrée dans une entrée gothique encadrée de rosaces. La salle capitulaire, de plan carré, est divisée en neuf travées couvertes de voûtes d'ogives reposant sur des colonnes isolées, avec des baies ébrasées en plein cintre. L'abside nervurée, les chapiteaux simples et une imposte à triple moulure renforcent la sobriété et l'équilibre ornemental de l'ensemble. | 42° 22′ 18″ N, 1° 28′ 01″ O |       |
| Église Saint-Romain (San Román)                                                        | Cirauqui / Zirauki                                       | Navarre         | Portail de transition romane, datant de 1200, ressemblant à celui de l'église de San Pedro de la Rúa à Estella-Lizarra. La décoration des archivoltes comprend des motifs végétaux et géométriques, comme des palmettes, des rosaces et des entrelacs. L'intérieur conserve des éléments romans tels que les arcs et les chapiteaux décorés de figures humaines et animales, ainsi qu'un tympan orné d'un Chrisme. | 42° 40′ 33″ N, 1° 53′ 30″ O |       |
| Église de Notre-Dame d'Anitz (Nuestra Señora de Ániz)                                  | Cirauqui / Zirauki                                       | Navarre         | Église de style tardif roman, construite à la fin du XIIe siècle avec des ajouts au XVIe siècle. Portail en arc plein cintre avec trois archivoltes reposant sur des pilastres. L'intérieur présente une nef divisée en trois sections avec des voûtes en arc pointu, et un abside pentagonal. La décoration romane est présente dans les chapiteaux et les arcs. | 42° 40′ 34″ N, 1° 52′ 38″ O |       |
| Église Saint-Émétérius et Saint-Céledon (San Emeterio eta San Celedonio)               | Cizur Menor                                              | Navarre         | Cette église, construite au XIIe siècle, est un exemple typique de l'art roman rural. La nef est divisée en quatre travées, avec des voûtes en berceau reposant sur des colonnes à chapiteaux décorés de motifs végétaux. L'abside est couvert d'une voûte en cul-de-four. L'église présente également un tympan décoré d'un Chrisme et une porte romane à trois arcs en plein cintre. | 42° 47′ 21″ N, 1° 40′ 35″ O |       |
| Église Saint-Michel-Archange (Sanjoandar / San Miguel Arcángel )                       | Cizur Menor                                              | Navarre         | Cette église a été construite à la fin du XIIe siècle et au début du XIIIe. Il s'agit d'un exemple remarquable de l'art roman tardif, avec des chapiteaux décorés de motifs végétaux très stylisés. L'abside semi-circulaire est couverte d'une voûte en quart de sphère et comprend cinq fenêtres. La nef est soutenue par des arcs doubleaux et des colonnes ornées de chapiteaux décorés. | 42° 47′ 19″ N, 1° 40′ 28″ O |       |
| Ermitage Saint-Jacques d'Itxasperri (Santiago)                                         | Egiarreta (Arakil)                                       | Navarre         | Cette basilique a été construite au début du XIIIe siècle, dans le style roman tardif. L'abside est semi-circulaire et possède une voûte renforcée par des nervures. La grande porte sud est composée de quatre archivoltes à baquet, soutenues par des colonnes décorées de chapiteaux peu travaillés. | 42° 55′ 26″ N, 1° 51′ 32″ O |       |
| Église Sainte-Marie d'Eguiarte (Santa María de Eguiarte)                               | Eguiarte (Vallée d'Yerri)                                | Navarre         | L'église d'Eguiarte est un exemple du roman tardif, bien que la majeure partie de la construction d'origine ait été modifiée au fil du temps. L'intérieur possède une nef de trois travées avec une voûte en arc de cercle et des arcs doubleaux. La porte, du côté de l'épître, est composée de trois archivoltes baquetonnées reposant sur des colonnes, avec des chapiteaux décorés . | 42° 41′ 17″ N, 1° 57′ 26″ O |       |
| Église Saint-Martin (San Martín)                                                       | Ekai / Ecay (Lónguida)                                   | Navarre         | Église romane du XIIe siècle avec nef de quatre travées et abside semi-circulaire. Portail en plein cintre avec archivoltes simples sur un chapiteau continu, surmonté d'un curieux Chrismon sculpté. À l'intérieur, on conserve d'importantes peintures franco-gothiques du XIIIe siècle. | 42° 46′ 23″ N, 1° 23′ 10″ O |       |
| Monastère de Santa Fe (Santa Fe)                                                       | Eparotz (Urraúl Alto / Urraulgoiti)                      | Navarre         | Construit au XIIe siècle, le monastère montre une transition vers des formes plus complexes, avec une structure qui présente des éléments de la fin du Moyen Âge. La nef est voûtée en berceau brisé repose sur des arcs formerets, et l'abside en hémicycle est couverte d'une voûte en quart de sphère. Le portail sud, orné de trois archivoltes brisées avec décorations à la base, se distingue par sa richesse décorative, bien qu'il ne possède pas de tympan. | 42° 46′ 32″ N, 1° 14′ 45″ O |       |
| Église Sainte-Marie d'Eristain (Santa María de Eristain)                               | Eristain (Olóriz / Oloritz)                              | Navarre         | Exemple unique de l'architecture romane, avec des éléments datant du Xe – XIIIe siècle, l'édifice conserve un chevet en hémicycle couvert d'une voûte en cul-de-four et des vestiges d'un mur primitif avec maçonnerie soignée. L'intérieur présente un arc triomphal brisé reposant sur des colonnes courtes aux chapiteaux cisterciens, et un abside orné de peintures murales gothiques sur un enduit ancien. À l’extérieur, l'élévation massive, percée de rares ouvertures, est soulignée par un mixte de pierre de taille et de maçonnerie. | 42° 36′ 53″ N, 1° 36′ 34″ O |       |
| Église San Pedro de la Rúa (San Pedro de la Rúa)                                       | Estella-Lizarra                                          | Navarre         | Construite à la fin du XIIe siècle, cette église présente une structure complexe, avec un chevet en hémicycle triple et dénivelé, ainsi qu'un portail décoré d'influences mudéjares. À l'intérieur, on distingue des chapiteaux historiés, une croisée du transept ornée de rosaces, et des arcs brisés qui encadrent les absides. Le cloître possède une riche sculpture narrative sur les chapiteaux, accompagnée d'une élégante galerie d'arcatures reposant sur des colonnes jumelées. | 42° 40′ 08″ N, 2° 01′ 46″ O |       |
| Palais des rois de Navarre (Reyes de Navarra)                                          | Estella-Lizarra                                          | Navarre         | Construit à la fin du XIIe siècle, ce palais présente une façade monumentale composée de deux corps superposés, tous deux surmontés d'une toiture à auvent. Les modillons sculptés et les chapiteaux d'une grande richesse iconographique se distinguent nettement. Les fenêtres ogivales reposent sur des colonnes élancées, ornées de chapiteaux à décor végétal, figuratifs et narratifs, dont une scène de combat entre Roland et Ferragut. Les archivoltes ornées de pointes-de-diamant, ainsi que les motifs fantastiques – harpies, sirènes, démons – renforcent la portée symbolique de l'ensemble. | 42° 40′ 10″ N, 2° 01′ 47″ O |       |
| Église de Notre-Dame de Rocamadour (Nuestra Señora de Rocamador)                       | Estella-Lizarra                                          | Navarre         | Construite dans la seconde moitié du XIIe siècle, elle conserve son abside d'origine en hémicycle ainsi qu'une partie du chevet voûtée en berceau et en cul-de-four, réalisée dans un bel appareil en pierre de taille. L'architecture se distingue par un portail à double arc, avec des chapiteaux et corbeaux finement sculptés de feuilles retournées, et par une abside extérieure structurée par des colonnes et chapiteaux à décor végétal surmontés de pommes de pin. On remarque également des modillons figurés de grande qualité et une baie axiale à ébrasement en plein cintre, typique de l'époque. | 42° 39′ 57″ N, 2° 01′ 53″ O |       |
| Église du Saint-Sépulcre (Santo Sepulcro)                                              | Estella-Lizarra                                          | Navarre         | Construite au milieu du XIIe siècle, seuls subsistent la nef au coté de l'Évangile et une partie de l'abside principale, car l'édifice ne fut jamais achevé, ni même remanié par la suite. L'abside en hémicycle présente de grands blocs de pierre de taille, des colonnes engagées et une baie en arc brisé à ébrasement, décorée de chapiteaux à décor végétal. Dans la chapelle, on conserve encore une voûte en cul-de-four et une voûte en berceau brisé, ainsi qu'un arc triomphal reposant sur des chapiteaux ornés de motifs végétaux et de figures sculptées. | 42° 40′ 11″ N, 2° 01′ 31″ O |       |
| Église Saint-Michel (San Miguel)                                                       | Estella-Lizarra                                          | Navarre         | Construite à la fin du XIIe siècle, elle se distingue par sa porte nord, l'une des plus impressionnantes de l'époque, ornée de sculptures riches : un tympan, des archivoltes et des chapiteaux décorés de scènes évangéliques, de légendes et de figures symboliques. Les nefs possèdent des piliers cruciformes, des colonnes engagées et des chapiteaux cisterciens, ainsi qu'un triforium et une abside romane à voûte en cul-de-four. L'abside centrale extérieure présente trois baies, chacune surmontée d'archivoltes finement sculptées, tandis que l'arcade sud est décorée de motifs végétaux, soutenus par des chapiteaux avec des visages étranges. | 42° 40′ 15″ N, 2° 01′ 43″ O |       |
| Église Sainte-Marie (Santa María Jus del Castillo)                                     | Estella-Lizarra                                          | Navarre         | Construite à la fin du XIIe siècle sur l'emplacement d'une ancienne synagogue, elle possède une nef unique divisée en trois travées, se terminant par une abside semi-circulaire voûtée en cul-de-four. La nef est couverte d'une voûte d'ogives simple, aux nervures marquées et de clés de voûte sculptées de médaillons. Les colonnes latérales sont ornées de chapiteaux cisterciens à décor végétal. À l'extérieur, l'abside est segmentée par des colonnes engagées, agrémentées de modillons, tandis que le portail et le clocher datent du style baroque. | 42° 40′ 07″ N, 2° 01′ 37″ O |       |
| Église Saint-Jean-Baptiste (San Juan Bautista)                                         | Estella-Lizarra                                          | Navarre         | Construite à la fin du XIIe siècle, elle conserve encore de sa structure d'origine un plan à quatre travées, avec trois nefs, la centrale étant plus large, et un portail latéral. Ce portail, situé sur le mur de l'Évangile, présente trois archivoltes en plein cintre et légèrement ébrasées, ornées de palmettes, de damiers et d'un Chrisme trinitaire sculpté sur la clé de voûte. Les archivoltes reposent sur des colonnes aux chapiteaux décorés de motifs végétaux schématiques, au-dessus d'une astragale sculptée de palmettes. | 42° 40′ 19″ N, 2° 01′ 52″ O |       |
| Église Saint-Pierre d'Etxano (San Pedro de Etxano)                                     | Etxano Olóriz / Oloritz                                  | Navarre         | Construite entre 1150 et 1160, c'est un exemple typique de l'architecture romane influencée par le château de Loarre, avec des éléments décoratifs uniques. Sa porte principale est remarquable avec ses six arcs décorés et un tympan vide qui présente une décoration profane totalement inhabituelle pour une église romane. L'église possède une nef de trois travées avec une voûte en berceau, soutenue par des colonnes ornées de chapiteaux historiés, dont la signification reste mystérieuse à ce jour. L'édifice se distingue par sa grande dimension, étant la plus grande église du vallon, et son abside semi-circulaire est éclairée par trois fenêtres en arc en plein cintre. Sur la façade nord, une décoration iconographique rare représente des scènes profanes et des personnages mythologiques, dont l'image de Janus, un dieu à deux têtes, symbolisant une fête populaire antique. | 42° 38′ 03″ N, 1° 35′ 30″ O |       |
| Église Saint-Étienne (San Esteban)                                                     | Eusa (Ezcabarte)                                         | Navarre         | Construite entre la fin du XIIe siècle et le début du XIIIe, elle comporte une nef à trois travées, une abside plate et une coupole sur croisée d'ogives irrégulière. La couverture associe des voûtes d'ogives et un berceau brisé, reposant sur des colonnes. Ces colonnes présentent des chapiteaux décorés de motifs végétaux, de torsades et de volutes. La sculpture, de style schématique, est concentrée dans les portails : Chrismes, archivoltes simples, et chapiteaux placés sous un porche à triple arcade. | 42° 51′ 56″ N, 1° 37′ 54″ O |       |
| Abbaye Sainte-Marie la Réal (Santa María la Real)                                      | Fitero                                                   | Navarre         | Commencé à la fin du XIIe siècle et achevé vers 1247, elle présente un impressionnant plan en croix latine. Les nefs sont couvertes de voûtes d'ogives simples, reposant sur des piliers en croix. Le chevet en hémicycle comprend un déambulatoire et des chapelles rayonnantes, combinant des voûtes en quart de sphère et des nervures simples. La lumière entre par des concavités en retrait et de grandes rosaces. Les portails principal et de la salle capitulaire sont en arc en plein cintre, sur des colonnes aux chapiteaux finement sculptés de motifs végétaux. | 42° 03′ 22″ N, 1° 51′ 26″ O |       |
| Église du Saint-Sauveur (San Salvador de Gallipienzo)                                  | Gallipienzo                                              | Navarre         | Vers 1200, une crypte en grand appareil soigneusement équarri fut construite pour soutenir le chevet gothique sur un fort dénivelé. À l'intérieur, on trouve des chapiteaux décorés de motifs végétaux, des arcs-doubleaux soutenus par des colonnes jumelées, et une voûte en cul-de-four en croisée simple. Les fenêtres axiale et latérales, toutes en plein cintre, présentent des archivoltes décorées de pointes de diamant et de bâtons brisés, relevant d'un répertoire tardif et raffiné. | 42° 31′ 29″ N, 1° 24′ 43″ O |       |
| Église Saint-Martin (San Martín)                                                       | Garínoain                                                | Navarre         | Dans ce village, l'église paroissiale de Saint-Martin, selon le témoignage de F. de Olcoz y Ojer dans son ouvrage Historia Val-dorbesa, était à l'origine une église de style roman-ogival. Toutefois, elle a été rénovée au XVIIIe siècle, prenant alors l'aspect qu'elle conserve aujourd'hui. De la structure d'origine du XIIIe siècle, seule la partie inférieure du clocher est conservée, jusqu'à la rosace à remplage lobé. | 42° 36′ 03″ N, 1° 38′ 38″ O |       |
| Église de la Nativité de Notre-Dame (Natividad de Nuestra Señora)                      | Garísoain (Guesálaz)                                     | Navarre         | Construite à la fin du XIIe siècle, seuls subsistent une partie des murs et le portail sud, qui ont survécu à un incendie. Ce portail présente trois archivoltes en plein cintre décorées de motifs en damiers de Jaca et de pointes-de-diamant, des éléments typiques du style cistercien. Les chapiteaux, au nombre de six, sont sculptés de volutes à décor végétal avec simplicité. | 42° 43′ 10″ N, 1° 54′ 44″ O |       |
| Église Notre-Dame-de-la-Purification (Nuestra Señora de la Purificación)               | Gazólaz (Cendea de Cizur / Zizur Zendea)                 | Navarre         | Construite au début du XIIIe siècle, cette église se distingue par son portique sud. Le portique présente une voûte d'arêtes qui repose sur des arcs brisés, entourant les entrées soutenues par plusieurs colonnes et chapiteaux. Le portail principal comprend des archivoltes ornées de motifs végétaux entrelacés, ainsi qu'un tympan avec un chrisme trinitaire flanqué de figures symboliques. À l'intérieur, la nef voûtée en berceau brisé et l'abside en hémicycle reflètent la continuité du style roman dans une œuvre de période plus tardive. | 42° 47′ 28″ N, 1° 43′ 04″ O |       |
| Église-forteresse Saint-Cyriaque (San Ciriaco)                                         | Goñi                                                     | Navarre         | Construite en 1146, elle possède une nef de cinq travées avec une voûte en berceau légèrement brisée et une abside en hémicycle couverte d'une voûte en quart de sphère. Le portail sud présente trois archivoltes décorées de motifs champêtres, animaux et scènes symboliques. La structure est soutenue par des colonnes à fûts sculptés et des chapiteaux iconographiques, bien que dégradés. | 42° 51′ 07″ N, 1° 54′ 14″ O |       |
| Église Saint-Martin (San Martín)                                                       | Guerguitiáin (Itzagaondoa)                               | Navarre         | Construite dans la première moitié du XIIIe siècle, elle se distingue par sa structure compacte sans contreforts, ainsi que par son portail à archivolte moulurée protégé par un portique. À l'intérieur, les chapiteaux présentent une décoration simple : motifs, feuillages et visages humains, certains signés, qui rappellent l'influence cistercienne. La nef est couverte d'une voûte en berceau ajoutée ultérieurement, tandis que le chevet conserve encore sa voûte en quart de sphère d'origine, presque intacte dans l'ensemble. | 42° 40′ 58″ N, 1° 23′ 18″ O |       |
| Église Saint-Cosme et Saint-Damien (San Cosme y Damián)                                | Iciz / Izize (Gallués / Galoze)                          | Navarre         | Construite à la fin du XIIe siècle, cette église présente une nef à deux travées, couverte d'une voûte en berceau légèrement brisée, dont la hauteur et l'étroitesse renforcent l'effet de verticalité. Sur le portail sud, abrité par un porche, un tympan orné d'un Chrisme est soutenu par des corbeaux décorés de boules. L'abside en hémicycle est couverte d'une voûte en cul-de-four et possède à l'extérieur une fenêtre aveugle ; une grande baie ouverte dans le pignon constitue la seule source de lumière naturelle. | 42° 47′ 04″ N, 1° 05′ 21″ O |       |
| Église Saint-Vincent le Martyr (San Vicente Mártir)                                    | Igal / Igari (Güesa / Gorza)                             | Navarre         | Construite à la fin du XIIe siècle, elle possède un portail en plein cintre avec de simples archivoltes reposant sur des pilastres, protégé par un portique qui abrite plusieurs hilarriak. La nef, composée de trois travées, est couverte d'une voûte en berceau avec des arcs-doubleaux reposant sur des corbeaux, et se termine par une abside en hémicycle voûtée en quart de sphère. À l'extérieur, l'agrandissement arrière de l'abside et l'obturation de la baie axiale modifient la configuration d'origine. | 42° 48′ 47″ N, 1° 03′ 50″ O |       |
| Église Saint-André-Apôtre (San Andrés Apóstol)                                         | Igúzquiza (Igúzquiza)                                    | Navarre         | Consacrée en 1179, elle conserve une structure encore discrète, accessible par un portail en plein cintre. Celui-ci est orné de simples archivoltes plates et de chapiteaux à décor végétal schématiques. La nef conserve ses deux travées d'origine, couvertes d'une voûte en berceau légèrement brisée reposant sur des corbeaux plats, et l'accès à l'abside se fait par un double arc surbaissé. L'abside présente une partie droite couverte d'un demi-berceau, suivie d'une partie en hémicycle voûtée en quart de sphère. | 42° 38′ 48″ N, 2° 05′ 04″ O |       |
| Église de la Purification-de-la-Vierge (Nuestra Señora de la Purificación)             | Indurain (Izagaondoa)                                    | Navarre         | Construite vers l'an 1200, elle s'élève sur les hauteurs à l'entrée du village et présente un portail à trois archivoltes, protégé par un porche. La nef intérieure comprend quatre travées, couvertes d'une voûte en berceau légèrement brisée, renforcée par des arcs-doubleaux qui reposent sur une imposte continue et des pilastres. L'abside en hémicycle est voûtée en quart de sphère, et à l'extérieur, la corniche du toit, ornée de boules, repose sur des modillons plats. | 42° 41′ 45″ N, 1° 21′ 44″ O |       |
| Grenier d'Iracheta (Hórreo de Iracheta)                                                | Iracheta (Leoz / Leotz)                                  | Navarre         | Ce grenier ou Hórreo fut probablement construit à la fin du XIIe siècle. Il repose sur une structure surélevée par trois arcs en plein cintre soutenus par de solides piliers, et l'accès se fait par un escalier en pierre massif, surmonté d'un porche à linteau monolithe. L'église paroissiale voisine, dans sa phase initiale, présente un plan rectangulaire avec trois travées et un chevet carré, ainsi que des vestiges d'arcs doubleaux et d'un arc triomphal. Le clocher d'origine compte deux travées, des baies en plein cintre pour les cloches et une cuve baptismale médiévale. | 42° 38′ 15″ N, 1° 32′ 51″ O |       |
| Église Saint-Romain (San Román)                                                        | Irujo (Guesálaz)                                         | Navarre         | Construite à la fin du XIIe siècle, elle possède un chevet polygonal renforcé par des contreforts et une tour massive avec escalier cylindrique attenant. Le portail sud, en plein cintre, présente cinq archivoltes simples reposant sur un imposte décoré de pierres non taillées, avec quelques éléments sculptés comme des grappes de raisin. À l'intérieur, la nef à trois travées est couverte d'une voûte en berceau, tandis que l'abside est couverte d'une voûte en quart de sphère, le tout articulé par une imposte continu. | 42° 46′ 00″ N, 1° 55′ 34″ O |       |
| Ermitage de Notre-Dame-de-l'Assomption (Nuestra Señora de la Asunción)                 | Iturmendi                                                | Navarre         | Construite à la fin du XIIe siècle, l'entrée sud présente deux archivoltes, l'une ornée de pointes-de-diamant, l'autre reposant sur des chapiteaux sculptés avec des oiseaux fantastiques. À l'intérieur subsistent trois chapiteaux suggérant une structure originelle plus complexe, aujourd'hui remplacée par une nef unique couverte d'un toit en bois. Le baptistère, de grand volume et taillé de manière robuste, présente une iconographie remarquable, avec des scènes bibliques et des figures mythologiques. | 42° 55′ 25″ N, 2° 03′ 55″ O |       |
| Chapelle Saint-Michel d'Itzaga (San Miguel de Izaga)                                   | Izaga (Izagaondoa)                                       | Navarre         | Construite à la fin du XIIe siècle, cette église à trois nefs sans clocher présente une abside centrale semi-circulaire à l'intérieur et pentagonale à l'extérieur, avec une voûte lobée, ainsi que des absidioles plates couvertes de demi-voûtes. À l'intérieur, seule la première travée est voûtée en pierre de taille, les deux autres étant couvertes de bois ; les rares éléments décoratifs incluent des vestiges de cimaises sculptées de motifs en damier de Jaca et arabesques. Les portails nord et sud, sobres et en retrait, s'insèrent dans des murs en moellons renforcés par des contreforts, éclairés par de fines meurtrières. | 42° 43′ 01″ N, 1° 26′ 02″ O |       |
| Église du Saint-Christ de Katalain (Santo Cristo)                                      | Katalain (Garínoain)                                     | Navarre         | Exemple d'architecture romane du XIIe siècle, l'église a une forte influence de Loarre et Jaca. Le portail à arc plein cintre est encadré de deux voussures ornées de chapiteaux figuratifs, représentant des scènes bibliques et des créatures mythologiques, tels que des harpies et des personnages en interactions. L'absidiole est décorée de chapiteaux à décor végétal et animaliers. Le tympan présente un Chrisme trinitaire. | 42° 36′ 09″ N, 1° 37′ 37″ O |       |
| Chapelle Saint-Paul et Sainte-Félicité (San Pablo y Santa Felicia)                     | Labiano / Labio (Aranguren)                              | Navarre         | Cette chapelle fut reconstruite en 1753 dans un style baroque, après avoir été détruite par un incendie. Elle conserve un portail en plein cintre, des murs en pierre de taille et quelques autres éléments d'importance mineure d'art roman. | 42° 45′ 27″ N, 1° 32′ 41″ O |       |
| Église Notre-Dame-de-la-Purification (Nuestra Señora de la Purificación)               | Labiano / Labio (Aranguren)                              | Navarre         | Construite à la fin du XIIe siècle, l'église présente une nef à deux travées, couverte d'une voûte en berceau légèrement brisée, et une abside semi-circulaire voûtée en cul-de-four. Son portail en arc brisé, avec un tympan orné d'un Chrisme trinitaire, est décoré de chapiteaux sculptés de motifs géométriques et à décor végétal. L'ensemble est surmonté d'un petit auvent orné d'arcatures et de baies en plein cintre. Le clocher principal, à l'allure défensive, conserve des éléments militaires tels que des mâchicoulis et des meurtrières, ainsi que des baies en arc à voussures reposant sur des colonnes élancées aux chapiteaux finement sculptés. | 42° 45′ 29″ N, 1° 32′ 53″ O |       |
| Église Sainte-Engrâce de Lácar (Santa Engracia)                                        | Lácar (Vallée d'Yerri)                                   | Navarre         | L'église est un exemple d'art roman tardif, avec une nef divisée en trois travées et une abside semi-circulaire. La porte sud est composée de cinq archivoltes ornées de moulures rythmiques en creux et en relief, mais la décoration est presque inexistante. L'abside est divisée en trois sections avec des demi-colonnes et trois fenêtres. | 42° 41′ 01″ N, 1° 57′ 31″ O |       |
| Église Saint-Christophe (San Cristóbal)                                                | Larraona                                                 | Navarre         | Construite à l'origine au XIIe siècle, cette église ne conserve que des vestiges de son style roman : à l'extérieur, une porte sud ornée de statues de colonnes représentant Saint-Matthieu et Saint-Pierre, une archivolte décorée de huit figures de pierre, et un petit auvent sculpté au-dessus de la porte. L'arc en plein cintre de l'entrée présente des scènes en haut-relief avec des animaux, des images armées et des monstres. Ces sculptures, bien qu'un peu schématiques, sont très expressives. Leur style montre des influences de régions comme l'Alava et le Béarn, particulièrement dans la forme et l'expressivité de leurs représentations. | 42° 46′ 40″ N, 2° 15′ 27″ O |       |
| Église Saint-Barthélemy (San Bartolomé)                                                | Larrangotz / Larrángoz (Lónguida)                        | Navarre         | Construite à la fin du XIIe siècle, elle est partiellement dissimulée sous une épaisse couverture végétale et ne se découvre qu'à travers un portail gothique du XIIIe siècle. L'architecture intérieure présente une voûte en berceau légèrement brisée, soutenue par des arcs-doubleaux, et une abside en hémicycle couverte d'une voûte en cul-de-four. Quelques éléments sculptés romans très détériorés subsistent encore, notamment des chapiteaux décorés de figures humaines, d'animaux et de motifs héraldiques. | 42° 44′ 40″ N, 1° 22′ 02″ O |       |
| Église Saint-Vincent (San Vicente)                                                     | Larunbe (Itza / Iza)                                     | Navarre         | Construite dans la seconde moitié du XIIIe siècle, elle combine des éléments romans avec des formes gothiques primitives, visibles notamment dans les baies sculptées et la galerie à arcades ornée de scènes figurées. Le portail principal présente trois archivoltes brisées et des chapiteaux simples, encadrés par des sculptures de monstres et une riche collection de modillons d'inspiration romane. Dans la galerie, les sculptures forment des compositions narratives, comme la Crucifixion ou l'Adoration des mages, mêlant encore une exécution rudimentaire et des symboles propres à l'art roman. | 42° 54′ 31″ N, 1° 46′ 02″ O |       |
| Église Saint-André (San Andrés)                                                        | Leartza (Etayo / Etaiu)                                  | Navarre         | Construite vers l'an 1200, l'église présente une nef de quatre travées, couverte d'une voûte en berceau brisée qui repose sur des arcs-doubleaux soutenus par des colonnes engagées, elles-mêmes adossées à des pilastres. Les chapiteaux sont ornés de motifs végétaux et anthropomorphes. Le portail d'origine, situé au sud, est ébrasé et décoré de trois archivoltes becketiennes, avec des chapiteaux sculptés de motifs floraux et d'oiseaux. L'abside en hémicycle est couverte d'une voûte en cul-de-four, et articulée extérieurement par des colonnes engagées et une fenêtre axiale décorée d'un motif de vannerie et de pointes-de-diamant. | 42° 36′ 52″ N, 2° 11′ 06″ O |       |
| Église de la Nativité de la Vierge (Natividad / San Esteban)                           | Leoz / Leotz                                             | Navarre         | Construite à la fin du XIIe siècle, cette église conserve une nef de quatre travées, couverte d'une voûte en berceau brisé et renforcée par des arcs-doubleaux. Le portail sud, en arc en plein cintre, se distingue par ses archivoltes ornées de pointes-de-diamant et de boules, reposant sur des chapiteaux à décor végétal. À l'extérieur, un clocher massif et plusieurs contreforts renforcent la structure, mettant en valeur la solidité des pierres de taille utilisées dans la construction. | 42° 38′ 43″ N, 1° 31′ 11″ O |       |
| Église Saint-Martin (San Martín)                                                       | Lerga                                                    | Navarre         | Construite à la fin du XIIe siècle, elle possède une abside en hémicycle, structurée par des contreforts et des fenêtres ébrasées à décor sobre. La nef est divisée en quatre travées, couvertes d'une voûte en berceau brisé soutenue par des arcs-doubleaux reposant sur des colonnes aux chapiteaux modestes. On y conserve des motifs végétaux ainsi que des figures humaines schématiques, relevant d'un style sculptural fonctionnel et rural. | 42° 33′ 59″ N, 1° 30′ 03″ O |       |
| Monastère de Sainte-Marie de Yarte (Santa María de Yarte)                              | Lete (Itza / Iza)                                        | Navarre         | Ce petit temple monastique fut édifié dans la seconde moitié du XIIe siècle. Il présente une nef unique divisée en deux parties et un chevet en hémicycle éclairé par trois baies. La première partie est couverte d'une voûte en berceau, la seconde d'un dôme reposant sur des trompes avec une lanterne. Une clocher-mur s'élève entre les deux. À l'intérieur, on trouve des chapiteaux simples, des vestiges de peintures murales gothiques, ainsi qu'un décor peint imitant les pierres de taille. | 42° 51′ 48″ N, 1° 48′ 14″ O |       |
| Église du Saint-Sauveur (San Salvador)                                                 | Lorca / Lorka (Vallée d'Yerri)                           | Navarre         | Construite dans la seconde moitié du XIIe siècle, cette église du Chemin de Saint-Jacques au Pays basque possède une nef à quatre travées et une abside en hémicycle, couvertes respectivement par une voûte en berceau brisé et une voûte en cul-de-four. L'articulation interne et l'imposte moulé sur deux pilastres reflètent les solutions habituelles de l'époquee. À l'extérieur, l'abside, rythmée par des colonnes engagées, se distingue. Elle présente des fenêtres aveugles et des modillons dégradés représentant des têtes ou des motifs végétaux. | 42° 40′ 23″ N, 1° 56′ 40″ O |       |
| Église Sainte-Catherine (Santa Catalina)                                               | Makirriain / Maquirriáin (Leoz / Leotz)                  | Navarre         | Construite au XIIIe siècle, elle présente une structure robuste, avec des murs en pierre de taille et des arcs-doubleaux brisés. Le portail sud comporte une arche en plein cintre, avec des archivoltes plates et des chapiteaux ornés de motifs végétaux. Le clocher conserve une allure médiévale, avec ses contreforts et ses baies pour les cloches, se distinguant par sa solidité et l'harmonie de ses volumes. | 42° 34′ 16″ N, 1° 34′ 27″ O |       |
| Église Saint-Michel (San Miguel)                                                       | Mendibil (Olóriz / Oloritz)                              | Navarre         | Construite à la fin du XIIe siècle, elle a subi d'importantes transformations à partir du XVIe siècle, notamment au niveau de l'abside et de la voûte de la chapelle de l'Épître. De la structure romane d'origine subsistent les murs extérieurs des trois travées de la nef, couverts d'une voûte en berceau brisé reposant sur des arcs-doubleaux. La voûte centrale s'appuie sur des corniches circulaires. La chapelle au coté de l'Évangile, voûtée en berceau surbaissé, est également conservée. | 42° 37′ 15″ N, 1° 38′ 20″ O |       |
| Chapelle de Sainte Marie-Madeleine (Santa María Magdalena)                             | Mues                                                     | Navarre         | Construite à la fin du XIIe siècle, elle se distingue par une structure solide composée de pierres de taille bien équarries et de puissants contreforts. Le portail, en retrait, présente sept archivoltes en plein cintre — certaines ornées de motifs champêtres — et se situe au-dessus de l'entrée ouest. À l'intérieur, la nef est couverte d'une voûte en berceau légèrement brisée, et l'arc triomphal, à triple voussure, repose sur des colonnes aux chapiteaux sculptés. | 42° 36′ 15″ N, 2° 13′ 33″ O |       |
| Chapelle Sainte-Marie d'Eunate (Santa María de Eunate)                                 | Muruzábal                                                | Navarre         | Construite dans la seconde moitié du XIIe siècle, son plan octogonal singulier et l'escalier en colimaçon extérieur suggèrent une utilisation symbolique ou fonctionnelle liée aux pèlerins. Son abside en hémicycle est structurée en deux niveaux. Elle présente des baies en plein cintre et une arcature aveugle, le tout rythmé par des colonnes ornées de chapiteaux à décor végétal et figurés. La coupole brisée repose sur de puissantes nervures qui s'appuient sur des chapiteaux finement sculptés. Tout l'édifice est ceinturé d'une galerie portique à arcs en plein cintre, reposant sur des colonnes jumelées. | 42° 40′ 20″ N, 1° 45′ 42″ O |       |
| Église Saint-Thomas-Apôtre (Santo Tomás Apóstol)                                       | Najurieta / Naxurieta (Unciti)                           | Navarre         | Construite à la fin du XIIe siècle, elle possède un clocher central élégant et un abside divisé verticalement en quatre travées, décoré de petites arcades et de chapiteaux figuratifs. La nef est couverte de voûtes en berceau brisé et de pilastres, tandis que l'abside est recouverte d'une voûte en cul-de-four, avec des arcs en plein cintre abaissés. Le portail sud est protégé par un arc double en plein cintre reposant sur des pilastres à impostes moulurées. | 42° 43′ 58″ N, 1° 29′ 02″ O |       |
| Église de la Purification-de-la-Vierge (Nuestra Señora de la Purificación)             | Napal / Napari (Romanzado)                               | Navarre         | Construite avec des éléments datant des Xe – XIIe siècles, son extérieur enduit et sa tour détériorée ne laissent pas entrevoir sa valeur architecturale. La nef, composée de deux travées, se prolonge par un chevet plat, avec une voûte en demi-berceau et des travées en arc brisé, flanquée de deux chapelles latérales. L'abside conserve les vestiges d'une baie axiale géminée, aujourd'hui murée. | 42° 42′ 45″ N, 1° 12′ 26″ O |       |
| Église de Sainte Marie-des-Champs (Santa María del Campo)                              | Navascués                                                | Navarre         | Construite à la fin du XIIe siècle et au début du XIXe, son plan étroit et sa tour élancée ornée de baies géminées reflètent une architecture forte et simple, propre au style de motifs en damier de Jaca. À l'intérieur, on remarque une voûte en berceau légèrement brisée et des arcatures au-dessus des chapiteaux simples. Le tympan est orné d'un Chrisme au portail et de modillons, et un ensemble de corbeaux sculptés qui décorent la corniche du chevet. | 42° 43′ 13″ N, 1° 07′ 19″ O |       |
| Église Saint-Jacques (Santiago)                                                        | Olejua / Olexoa                                          | Navarre         | Construite vers l'an 1200, elle conserve une abside semi-circulaire avec des colonnes engagées et une fenêtre axiale à arc-doubleau qui repose sur des colonnes ornées de chapiteaux à décor végétal. La nef, composée de quatre travées couvertes d'une voûte en berceau brisé, repose sur des semi-colonnes et des arcs doubleaux, et débouche sur un presbytère précédé de chapelles latérales. Le portail d'origine, aujourd'hui muré, présente des archivoltes ébrasées sur des colonnes aux chapiteaux sculptés, couronné par un Chrisme Trinitaire. | 42° 37′ 23″ N, 2° 08′ 28″ O |       |
| Église paroissiale Saint-Michel-Archange (San Miguel Arcángel)                         | Olcoz / Olkotz (Biurrun-Olcoz)                           | Navarre         | Datant de la seconde moitié du XIIe siècle, seul le portail est conservé, richement sculpté et en bon état grâce à un appareillage de pierre soigneusement placé. Quatre arcs moulurés et trois archivoltes ornées de figures humaines, d'animaux fantastiques et de motifs végétaux reposent sur des colonnes aux chapiteaux historiés. Le tympan présente un Chrisme, et l'ensemble rappelle, par sa disposition, le portail de la chapelle Sainte-Marie d'Eunate. | 42° 39′ 51″ N, 1° 40′ 50″ O |       |
| Église de l'Assomption-de-la-Vierge (Asunción de la Virgen)                            | Olleta (Leoz / Leotz)                                    | Navarre         | Datant du milieu du XIIe siècle, l'église s'élève sur le village, représentant l'architecture romane rurale navarraise, liée au modèle de Loarre et enrichie par des influences en damier de Jaca et du maître Esteban. La nef, composée de quatre travées avec une voûte en arc brisé, repose sur des colonnes avec des chapiteaux historiés ou végétaux, parmi lesquels se distinguent ceux de l'arc triomphal, qui conservent des vestiges de polychromie avec des scènes de l'Enfer et des figures fantastiques. L'abside semi-circulaire avec une imposte décorée de rinceaux, des fenêtres austères et une corniche à motif en damier, ainsi que le portail septentrional avec des archivoltes décorées, complètent un ensemble d'une grande force expressive et d'une unité formelle. | 42° 35′ 05″ N, 1° 32′ 23″ O |       |
| Église Saint-Thomas (Santo Tomás)                                                      | Ollo (Vallée d'Ollo)                                     | Navarre         | Construite à la fin du XIIe siècle ou au début du XIIIe, elle présente un second étage au-dessus de la voûte d'origine à vocation défensive, clairement visible par le contraste entre l'appareil en pierre de taille du niveau inférieur et la surélévation en moellons. La nef unique, composée de quatre travées couvertes d'une voûte en berceau brisé, est articulée par des arcs doubleaux reposant sur des corbeaux polylobées, et se termine par un chevet semi-circulaire voûté en cul-de-four. Le portail méridional, à trois archivoltes légèrement brisées, repose sur des colonnes et des pilastres ornés de motifs de petites têtes, de boules et de feuillages. | 42° 51′ 59″ N, 1° 51′ 32″ O |       |
| Église Saint-Martin (San Martín)                                                       | Orísoain                                                 | Navarre         | Datant de la seconde moitié du XIIe siècle, elle se distingue par sa crypte semi-circulaire antérieure à la nef supérieure et par un portail en saillie, orné d'archivoltes décorées protégées par un auvent. La nef, composée de trois travées, est couverte d'une voûte en berceau brisé qui repose sur des arcs-doubleaux, eux-mêmes soutenus par des piliers avec colonnes engagées et chapiteaux sculptés représentant des figures humaines, des centaures et des cavaliers. L'abside semi-circulaire et les modillons de la corniche présentent une iconographie sculptée riche, rude mais expressive. | 42° 36′ 06″ N, 1° 36′ 16″ O |       |
| Église Saint-André (San Andrés)                                                        | Oricin / Orizin (Olóriz / Oloritz)                       | Navarre         | Cette église à nef unique avec abside semi-circulaire fut édifiée aux alentours de l'an 1200, combinant moellon avec de la pierre de taille aux angles, et conservant une partie de sa structure d'origine malgré des réaménagements ultérieurs. Le portail en arc brisé du côté de l'Épître, sans tympan et composé de trois archivoltes qui reposent sur une imposte, renvoie au langage décoratif sobre et structuré de l'époque. L'abside semi-circulaire et la tour, partiellement reconstruite au XVIIe siècle, conservent l'essentiel de leur volumétrie médiévale. | 42° 38′ 41″ N, 1° 37′ 06″ O |       |
| Église Saint-Jean-Baptiste (San Juan Bautista)                                         | Orradre (Romanzado)                                      | Navarre         | Construite à la fin du XIIe siècle, elle se distingue par son accès situé sous la tour et entre les contreforts, du côté de l'épître. La nef est organisée en deux travées, avec une voûte en berceau brisé et une abside semi-circulaire couronnée par une fenêtre axiale ébrasée. À l'extérieur, les puissants contreforts assurent la stabilité de l'ensemble. | 42° 41′ 53″ N, 1° 13′ 23″ O |       |
| Sanctuaire de Notre-Dame-de-Muskilda (Nuestra Señora de Muskilda)                      | Ochagavía / Otsagabia                                    | Navarre         | Datée de la fin du XIIe siècle, elle présente un plan rectangulaire avec trois nefs de quatre travées, la nef centrale étant plus large et couverte d'une voûte en berceau, tandis que les collatéraux sont couverts de quarts de voûte. De courtes colonnes cylindriques soutiennent les arcs formerets par l'intermédiaire d'impostes décorées de besants. À l'extérieur, on remarque les absides droites, les contreforts marquant chaque travée, et le portail méridional en plein cintre avec archivoltes et un chambranle reposant sur de simples pilastres. | 42° 54′ 51″ N, 1° 05′ 08″ O |       |
| Église Saint-Pierre (San Pedro)                                                        | Olite                                                    | Navarre         | Sa construction a commencé au XIIe siècle. Elle possède un portail en retrait orné de six archivoltes décorées, reposant sur des colonnes à chapiteaux historiés et feuillagés. À l'intérieur subsistent des vestiges de la structure d'origine : trois nefs, des voûtes d'ogives simples et des piliers en croix décorés de chapiteaux figurés. Le cloître présente des arcs en plein cintre et des chapiteaux jumelés, combinant motifs végétaux et têtes humaines, illustrant l'évolution ornementale du style roman vers des formes plus complexes. | 42° 28′ 49″ N, 1° 38′ 53″ O |       |
| Église Sainte-Marie la Réal (Santa María la Real)                                      | Olite                                                    | Navarre         | Achevée vers 1300, elle se distingue par son portail en arc brisé, orné de sculptures bibliques et d'une frise des apôtres, sous l'influence du style de la cathédrale Notre-Dame de Paris. La grande rosace centrale est inscrite dans un arc ogival. Restaurée en 1998, elle a été dotée de vitraux modernes. Bien qu'elle soit gothique, elle conserve des éléments hérités du roman, comme l'usage du relief narratif et le symbolisme hiérarchique dans la disposition des sculptures. | 42° 28′ 54″ N, 1° 38′ 59″ O |       |
| Église Saint-Pierre (San Pedro)                                                        | Oscáriz / Ozkaritz (Lizoainibar-Arriasgoiti)             | Navarre         | Datée du début du XIIIe siècle, son volume compact et sa faible hauteur lui confèrent une allure particulièrement robuste, accentuée par une tour à deux niveaux située à l'ouest. La nef de quatre travées est couverte d'une voûte en berceau soutenue par des arcs doubleaux qui reposent sur des corbeaux lisses, et se termine par une abside semi-circulaire voûtée en cul-de-four, percée d'une grande fenêtre axiale aujourd'hui murée. Le portail en plein cintre, orné d'un Chrisme sur la clé, conserve la sobriété décorative caractéristique de l'époque. | 42° 49′ 10″ N, 1° 27′ 19″ O |       |
| Église Saint-Étienne (San Esteban)                                                     | Otazu (Etxauri)                                          | Navarre         | Construite à la fin du XIIe siècle, elle se distingue par une nef exceptionnellement large, une tour massive située à l'ouest et une abside semi-circulaire articulée par des contreforts. Le portail ébrasé à trois archivoltes moulurées repose sur des colonnes aux chapiteaux sculptés, avec un tympan orné d'un Chrisme soutenu par des corbeaux figurés. L'intérieur est couvert d'une voûte en berceau brisé, tandis que l'abside est voûtée en cul-de-four. | 42° 47′ 07″ N, 1° 47′ 22″ O |       |
| Cathédrale de l'Assomption-de-la-Vierge-Marie (Santa María de la Asunción)             | Pampelune                                                | Navarre         | Construite à la fin du XIIe siècle, cette chapelle à chevet plat fait partie de l'ancien palais de San Jesucristo et s'intègre dans l'un des plus vastes ensembles cathédraux romans d'Europe. L'intérieur présente une voûte d'ogives avec des nervures profilées et des arcs-doubleaux aigus. Ces arcs reposent sur des colonnes aux chapiteaux en forme de feuille, adossées à des pilastres ou des modillons. La partie centrale joue le rôle de narthex et permet de passer derrière le chevet, fermé par une grille en fer forgé. | 42° 49′ 11″ N, 1° 38′ 28″ O |       |
| Église du Crucifix (El Crucifijo)                                                      | Puente la Reina                                          | Navarre         | Construite en 1146, elle possède une nef de cinq travées et une abside en hémicycle couverte d'une voûte en quart de sphère. Le portail sud présente des archivoltes brisées décorées de scènes symboliques, de croix et de représentations humaines et animales. Les colonnes ont des fûts ornés de reliefs géométriques, et malgré leur détérioration, on peut distinguer des motifs végétaux sur les chapiteaux. | 42° 40′ 22″ N, 1° 48′ 39″ O |       |
| Église Saint-Jacques (Santiago)                                                        | Puente la Reina-Gares                                    | Navarre         | Construite au XIIe siècle, elle impressionne par son portail en retrait, dont l'arc inférieur polylobé, rare et très érodé, attire l'attention. Les cinq archivoltes ornées présentent des scènes de la Genèse, de l'enfance du Christ et d'un bestiaire fantastique, finement sculptées dans les claveaux. Les chapiteaux historiés, doublés aux angles, illustrent des visions de l'enfer et reposent sur des colonnes aux têtes monstrueuses sous les coudes. | 42° 40′ 20″ N, 1° 48′ 51″ O |       |
| Pont roman de Puente la Reina                                                          | Puente la Reina                                          | Navarre         | Construit au milieu du XIe siècle pour faciliter le passage des pèlerins au-dessus de la rivière Arga, le pont mesure 110 mètres de long et comporte sept arcs en plein cintre orientés vers le centre-ville. Son architecture allie fonctionnalité et défense, avec de solides piliers et des becs en forme de prisme pour résister au courant. Bien qu'il ne conserve aujourd'hui aucune tour, il en comptait à l'origine trois, en plus de postes de péage et d'un système de protection. | 42° 40′ 15″ N, 1° 49′ 08″ O |       |
| Église de l'Assomption-de-la-Vierge (Nuestra Señora de la Asunción)                    | Pueyo / Puiu                                             | Navarre         | Construite au début du XIIIe siècle, elle possède un plan rectangulaire à sept travées, avec des voûtes en berceau brisé. Les arcs en plein cintre et les corbeaux qui renforcent la nef conservent les éléments de la construction originale, et présentent une structure solide. Le clocher est de style médiéval, et les portes en plein cintre forment une harmonie dans le design, mélangeant les éléments anciens et les rénovations ultérieures. | 42° 33′ 54″ N, 1° 38′ 57″ O |       |
| Église Saint-Nicolas (San Nicolás de Rada)                                             | Rada / Arrada (Murillo el Cuende)                        | Navarre         | Construite à la fin du XIIe siècle, elle présente une nef principale de trois travées, accompagnée d'un bas-côté latéral. Les deux sont couverts de voûtes en berceau. L'intérieur se distingue par sa structure rythmée par des arcs doubleaux reposant sur des pilastres et des demi-colonnes engagées. Les modillons du bas-côté latéral sont très peu. | 42° 20′ 27″ N, 1° 36′ 59″ E |       |
| Chapelle du Saint-Esprit (Capilla de Sancti Spiritus)                                  | Roncevaux                                                | Navarre         | Datée de la fin du XIIIe siècle, elle conserve sa structure d'origine avec deux travées couvertes de voûtes d'ogives et une abside plate percée de fenêtres en plein cintre ébrasées. Le portail en arc brisé de la façade occidentale présente des archivoltes qui reposent sur des colonnes aux chapiteaux à décor végétal, surmontées d'un Chrisme roman très érodé. Le clocher-mur abrite encore l'ancienne cloche qui annonçait aux pèlerins leur arrivée à l'hôpital d'Ibañeta. | 43° 00′ 31″ N, 1° 19′ 10″ O |       |
| Chapelle Saint-Jacques (Capilla de Santiago)                                           | Roncevaux                                                | Navarre         | Datée du XIIe siècle, cette chapelle funéraire de plan carré est couverte d'une voûte d'arêtes et éclairée par de petites fenêtres ébrasées ouvertes sur trois côtés. Sous l'édifice se trouve une crypte voûtée en berceau surbaissé, où une fosse a accueilli pendant des siècles les restes de pèlerins. Les éléments romans visibles contrastent avec le portique ajouté au XVIIe siècle et avec l'environnement gothique autour. | 43° 00′ 32″ N, 1° 19′ 10″ O |       |
| Église Saint-Michel-Archange (San Miguel Arcángel)                                     | Sagues (Cendea de Cizur / Zizur Zendea)                  | Navarre         | Édifiée à la fin du XIIe siècle, elle présente un porche couvert d'une voûte en berceau qui repose sur des corbeaux, ainsi qu'un portail en plein cintre conservant ses ferrures d'origine sur les vantaux en bois. La nef se compose de trois travées avec une abside semi-circulaire et des chapelles latérales en forme de croisée, couvertes de voûtes en berceau brisé et en cul-de-four. À l'extérieur, l'abside est percée d'une baie à archivolte qui repose sur des colonnes à chapiteaux à décor végétal, encadrée de pilastres. | 42° 47′ 08″ N, 1° 43′ 24″ O |       |
| Église de Sainte-Marie la Réal (Santa María la Real)                                   | Sangüesa                                                 | Navarre         | Commencée vers 1131, cette église associe un chevet tripartite avec une tour-lanterne au-dessus du transept, et trois nefs aux travées irrégulières reflétant différentes phases de construction. L'architecture présente des voûtes d'ogives simples, des piliers cruciformes et des arcs brisés fortement influencés par le style cistercien, tandis que les absides semi-circulaires se distinguent par leurs fenêtres ébrasées et leurs impostes décorées. Son portail monumental, sculpté par deux ateliers, déploie un vaste répertoire iconographique mêlant scènes bibliques, bestiaire et éléments sculpturaux d'une grande richesse narrative. | 42° 34′ 37″ N, 1° 17′ 07″ O |       |
| Église Saint-Jacques de Zébédée (Santiago)                                             | Sangüesa                                                 | Navarre         | Construite dans le dernier tiers du XIIe siècle, son portail occidental se distingue par ses six archivoltes légèrement brisées et un tympan dominé par une image de Saint-Jacques de Zébédée, flanquée de peintures représentant ses disciples. L'intérieur présente un plan basilical à trois nefs voûtées d'ogives, témoignant de l'évolution vers les formes gothiques, tout en conservant des éléments caractéristiques du style cistercien. Le chevet tripartite, aujourd'hui transformé, reflète les réaménagements successifs qui ont modifié sa structure d'origine. | 42° 34′ 31″ N, 1° 16′ 59″ O |       |
| Église de Saint-Adrien (San Adrián)                                                    | Sangüesa                                                 | Navarre         | Vers le milieu du XIIe siècle, un vaste édifice fut érigé, doté de trois nefs séparées par des colonnes et d'un chevet composé d'une abside polygonale flanquée de deux absides semi-circulaires. Les voûtes en berceau de la nef centrale et en quart de berceau dans les nefs latérales témoignaient d'une architecture soignée, comparable à celle d'Aibar ou d'Izaga. Bien que détruite en 1911, des sculptures romanes provenant de cet édifice sont conservées en divers lieux de la Navarre. | 42° 33′ 49″ N, 1° 17′ 02″ O |       |
| Église Saint-Martin de Tours (San Martín de Tours)                                     | San Martín Unx / Donamartiri Untz                        | Navarre         | Consacrée en 1156, elle présente une nef unique divisée en quatre travées, un abside semi-circulaire surélevé au-dessus d'une crypte, ainsi qu'un portail remarquable orné d'une riche sculpture. La décoration architecturale comprend des chapiteaux à motifs végétaux et zoomorphes, des modillons sculptés et des fenêtres ébrasées reposant sur des colonnes jumelées. La crypte, composée de trois nefs séparées par des colonnes, conserve des chapiteaux décorés et des traces de polychromie, témoignant du raffinement sculptural médiéval. | 42° 31′ 32″ N, 1° 33′ 39″ O |       |
| Église de l'Assomption-de-la-Vierge (Nuestra Señora de la Asunción de Olleta)          | Sansomain / Santsomain (Leoz / Leotz)                    | Navarre         | Elle fut construite au début du XIIIe siècle sous l'influence cistercienne, avec une nef de quatre travées voûtée en berceau brisé sur arcs-doubleaux. Son abside en hémicycle est couverte d'une voûte en quart de sphère brisée et possède deux fenêtres en plein cintre, l'une axiale et l'autre sur le mur de chevet. Le portail, également en plein cintre et ébrasé, présente trois archivoltes et un tympan orné d'un Chrisme trinitaire, le tout abrité par un avant-corps surmonté d'un auvent à quatre pans soutenu par des modillons simples. | 42° 35′ 06″ N, 1° 32′ 23″ O |       |
| Église Saint-Pierre (San Pedro)                                                        | Sansomain / Santsomain (Leoz / Leotz)                    | Navarre         | Construite au début du XIIIe siècle sous l'influence du Cistercienne, elle présente une nef de quatre travées couvertes d'une voûte en berceau brisé soutenue par des arcs doubleaux. L'abside semi-circulaire est recouverte d'une voûte en cul-de-four brisé et présente deux fenêtres, une axiale et une autre aux pieds, toutes deux en plein cintre. Le portail en plein cintre, ébrasé et orné de trois archivoltes, est décoré d'un Chrisme Trinitaire sur le tympan et se trouve dans un corps avancé sous un toit en croupe avec des modillons simples. | 42° 35′ 00″ N, 1° 38′ 44″ O |       |
| Église Saint-Jean-Baptiste (San Juan Bautista)                                         | Solchaga (Olóriz / Oloritz)                              | Navarre         | Construite à la fin du XIIe siècle ou au début du XIIIe, l'église présente un plan à cinq travées avec chevet plat et deux chapelles latérales formant une croix latine. Les murs en pierre de taille épaisse sont renforcés par de puissants contreforts qui assurent la stabilité de l'ensemble. Le portail sud se distingue par une arcade en plein cintre à trois archivoltes lisses reposant sur une imposte en biseau et des pilastres. | 42° 37′ 14″ N, 1° 36′ 48″ O |       |
| Église du Saint-Sépulcre (Iglesia del Santo Sepulcro)                                  | Torres del Río / Dorreaga                                | Navarre         | Construit à la fin du XIIe siècle, cet édifice de plan octogonal présente une structure singulière associée aux Chevaliers du Saint-Sépulcre, avec une élévation en trois niveaux et une lanterne supérieure également octogonale. L'articulation architecturale repose sur des colonnes engagées, des arcs aveugles et des fenêtres en plein cintre dotées d'archivoltes richement décorées de motifs végétaux, de bestiaires et de figures géométriques. La coupole intérieure, portée par des nervures prismatiques entrecroisées, ainsi que les chapiteaux historiés soulignent le raffinement sculptural de l'édifice. | 42° 33′ 06″ N, 2° 16′ 17″ O |       |
| Église de l'Assomption (Iglesia de la Asunción)                                        | Turrillas (Izagaondoa)                                   | Navarre         | Aux alentours de l'an 1200 fut construit ce temple à nef unique de trois travées, couvert d'une voûte en berceau brisé et doté d'une abside semi-circulaire coiffée d'une voûte en cul-de-four. L'architecture s'organise autour d'arcs doubleaux reposant sur des corbeaux et d'une imposte biseautée qui parcourt tout le périmètre. La sobriété de l'ensemble est renforcée par un portail en ébrasement orné d'un Chrisme trinitaire. L'éclairage d'origine, très limité, provient de rares ouvertures aujourd'hui murées, tandis qu'une solide tour se dresse à la base de l'édifice. | 42° 43′ 25″ N, 1° 22′ 16″ O |       |
| Église Sainte-Marie-Madeleine (Santa María Magdalena)                                  | Tudela                                                   | Navarre         | Vers la fin du XIIe siècle, ce temple fut érigé avec un portail monumental richement ébrasé et sculpté, dominé par un Pantocrator entouré du Tétramorphe et de scènes évangéliques, le tout abrité sous un auvent soutenu par des modillons figurés. Sa structure d'origine, à plan rectangulaire avec voûte en berceau brisé et demi-colonnes à chapiteaux historiés, a été modifiée par l'ajout de chapelles latérales, lui donnant une forme en croix. La tour romane, élément vertical emblématique, conserve encore ses baies moulurées et chapiteaux à décor végétal. | 42° 03′ 54″ N, 1° 36′ 14″ O |       |
| Cathédrale Sainte-Marie (Santa María)                                                  | Tudela                                                   | Navarre         | Construite à la fin du XIIe siècle, cette église abrite dans son transept les portails romans les mieux conservés, avec tympans, archivoltes et chapiteaux historiés illustrant des scènes bibliques et hagiographiques. L'intérieur se compose de trois nefs voûtées d'ogives, avec un transept spacieux, des piliers à colonnes engagées et une abside centrale en cul-de-four nervuré, encadrée de chapelles semi-circulaires et quadrangulaires. Le cloître roman, de plan rectangulaire, est orné d'arcatures sur colonnes doubles ou triples, aux chapiteaux finement sculptés, témoignant d'une grande maîtrise technique et narrative. | 42° 03′ 36″ N, 1° 36′ 36″ O |       |
| Église Saint-Nicolas-de-Bari (San Nicolás de Bari)                                     | Tudela                                                   | Navarre         | De son époque romane, il ne subsiste que le tympan et deux lions sculptés protégeant des figures humaines, intégrés dans un portail à puissante archivolte ornée de motifs végétaux et symboliques. Au centre, une mandorle encadre la figure de Dieu le Père avec l'Enfant Jésus, accompagné du Tétramorphe, dans une composition sculpturale à forte charge symbolique. Cet ensemble illustre parfaitement la volonté de l'art roman de transmettre les doctrines chrétiennes à travers une iconographie claire, didactique et structurée. | 42° 03′ 53″ N, 1° 36′ 25″ O |       |
| Église Saint-Martin de Tours (San Martín de Tours)                                     | Ugar (Vallée d'Yerri)                                    | Navarre         | Commencée à la fin du XIIIe siècle sous influence cistercienne, elle se distingue par sa sobriété structurelle et l'utilisation d'éléments décoratifs très retenus. L'abside semi-circulaire présente une articulation verticale par des semi-colonnes engagées et une imposte ornée de damiers, avec une fenêtre en arc brisé reposant sur des colonnettes à chapiteaux décorés de boules. Sur le portail, les voussures moulurées et le Chrisme trinitaire sur la clé reflètent un programme sculptural discret mais soigneusement exécuté. | 42° 43′ 53″ N, 1° 58′ 37″ O |       |
| Sanctuaire Saint-Michel d'Aralar (San Miguel de Excelsis de Aralar)                    | Uharte Arakil                                            | Navarre         | Initialement construite au IXe siècle, l'église a été agrandie et rénovée à la suite d'un incendie survenu au Xe siècle, avec l'ajout de deux nefs latérales. Elle possède un plan basilical, avec trois nefs couvertes d'une voûte en berceau, et un chœur constitué de trois absides semi-circulaires. L'intérieur est simple, sans décor sculptural qui met en valeur la simplicité des formes et la structure fonctionnelle de la pierre. | 42° 56′ 50″ N, 1° 58′ 00″ O |       |
| Ermitage de Sainte-Marie de Zamartze (Zamartzeko Santa Maria)                          | Uharte Arakil                                            | Navarre         | Construite vers 1140, elle présente un portail à trois archivoltes ornées de motifs géométriques et végétaux liés au maître de la cathédrale de Pampelune, surmonté d'un auvent soutenu par des modillons sculptés. L'abside en hémicycle est renforcée par des contreforts et percée d'une fenêtre méridionale en plein cintre encadrée par des archivoltes reposant sur des chapiteaux à décor végétal. Des modillons sculptés soutiennent la corniche extérieure, participant à l'équilibre ornemental de l'ensemble. | 42° 57′ 00″ N, 1° 57′ 54″ O |       |
| Église Saint-Michel (San Miguel)                                                       | Ujué / Uxue                                              | Navarre         | Construite au XIIIe siècle et aujourd'hui en ruines, cette église gothique présente un portail marqué par de forts échos romans. Le portail évasé en plein cintre se compose de six archivoltes moulurées, avec de fines moulures sur l'intrados, reposant sur des chapiteaux érodés ornés de motifs figuratifs tels que des animaux. Le tympan, richement décoré, abrite un Chrisme trinitaire encadré d'une frise florale, accompagné de représentations du soleil, de la lune et d'une étoile à six branches. | 42° 30′ 15″ N, 1° 29′ 45″ O |       |
| Église de Notre-Dame (Santa María)                                                     | Ujué / Uxue                                              | Navarre         | Construite entre les IXe – XIIe siècles sur une base préromane, elle se distingue par son chevet à trois travées avec triple abside en hémicycle et une tour encore conservée. À l'intérieur, l'abside centrale présente une voûte en quart de sphère, trois arcs en plein cintre à moulures et une archivolte à damiers reposant sur des colonnes, dont un seul chapiteau conserve sa décoration d'origine. Les absides latérales, plus étroites, reprennent le même schéma avec des fenêtres ébrasées et des chapiteaux sculptés, tandis qu'à l'extérieur se détachent l'imposte continue et la corniche à damiers soutenue par des modillons lisses. | 42° 30′ 10″ N, 1° 29′ 56″ O |       |
| Ermitage Notre-Dame de Belate (Belateko Ama Birjiña / Nuestra Señora de Belate)        | Ultzama                                                  | Navarre         | Construite vers l'an 1200, cet ermitage se distingue par son plan rectangulaire à cinq travées avec un chevet droit et une grande sobriété fonctionnelle, liée à son origine hospitalière. Les cinq travées sont couvertes d'une voûte en berceau brisé, renforcée par des arcs doubleaux qui rythment l'espace intérieur. La simplicité structurelle et l'absence de décor sculpté élaboré traduisent une architecture au service du passage des pèlerins. | 43° 02′ 26″ N, 1° 36′ 50″ O |       |
| Église Saint-Émilien (San Millán)                                                      | Unzué / Untzue                                           | Navarre         | Construite à la fin du XIIe siècle, elle possède un portail en plein centre au sud, bien qu'elle ait été agrandie au XVIe siècle. Le portail est composé de trois arcades semi-circulaires, décorées de paisibles et de colonnes. Les colonnes supportent les chapiteaux de feuilles et le côté droit met en valeur les figures animales et humaines. En outre, l'intrados a des pointes-de-diamant et l'ensemble est fermé avec un chambranle de grande moulures rondes. | 42° 39′ 15″ N, 1° 37′ 33″ O |       |
| Église de l'Assomption (Nuestra Señora de la Asunción)                                 | Uscarrés / Uskartze (Gallués / Galoze)                   | Navarre         | Construite au XIIIe siècle, elle se distingue par sa nef de deux travées avec une voûte en berceau légèrement pointée, accentuant la verticalité de son intérieur. L'abside semi-circulaire avec une voûte en cul-de-four est dissimulée par un retable, et sa structure est caractérisée par une imposte chanfreinée qui parcourt tout le périmètre. La tour à l'entrée présente des ouvertures en plein cintre, et l'accès se fait par une porte en plein cintre avec un tympan décoré d'un Chrisme. | 42° 46′ 33″ N, 1° 05′ 37″ O |       |
| Église Saint-Sébastien (San Sebastián)                                                 | Vidángoz                                                 | Navarre         | Construite au XIIe siècle et elle se distingue par sa petite taille et son abside en forme de cercle à une seule nef, divisée en deux parties. Le tympan est orné d'un Christ en croix sculpté, dominant l'arc en plein cintre, avec une forme simple et élémentaire. La structure et la décoration simples reflètent les formes architecturales rurales. | 42° 48′ 10″ N, 1° 00′ 58″ O |       |
| Monastère de Leire (San Salvador de Leire)                                             | Yesa                                                     | Navarre         | Construite vers l'an 1000, elle est située dans un lieu élevé et stratégique, avec une crypte monumentale à l'allure archaïque qui soutient l'abside supérieure. La structure présente des chapiteaux décorés aux motifs géométriques ou à décor végétal simple, associés à des voûtes en berceau reposant sur de solides colonnes. Elle possède un portail en plein cintre en retrait, orné de sculptures simples, liées aux premières traditions de l'ordre de Cluny. | 42° 38′ 07″ N, 1° 10′ 18″ O |       |
| Église Saint-André-Apôtre (San Andrés Apóstol)                                         | Villamayor de Monjardín                                  | Navarre         | Construite à l'époque médiévale, elle se distingue par son abside en hémicycle rythmé par des colonnes engagées et des chapiteaux à motifs végétaux, ainsi que par un bel appareil en pierre de taille. Le portail présente des archivoltes moulurées décorées de feuillages et des chapiteaux figurés représentant des harpies, des chevaliers et une Vierge à l'Enfant. À l'intérieur, on remarque les voûtes en berceau brisé, les baies ébrasées en plein cintre et une imposte lisse courant le long de la nef et de l'abside. | 42° 37′ 44″ N, 2° 06′ 13″ O |       |
| Chapelle Saint-Martin (San Martín)                                                     | Zarikieta (Lónguida / Longida)                           | Navarre         | Édifiée au XIIe siècle, sa structure à une seule nef qui est divisée en trois parties, avec une abside semi-circulaire. La nef est recouverte d'une voûte en canon soutenue par des arcs en plein cintre. L'abside est voûtée en quart de sphère. À l'extérieur, on peut voir des pierres irrégulières et un mur du clocher triangulaire à la base de l'église. | 42° 47′ 42″ N, 1° 17′ 40″ O |       |
| Église Saint-André (San Andrés)                                                        | Zariquiegui / Zarikiegi (Cendea de Cizur / Zizur Zendea) | Navarre         | Construite dans la seconde moitié du XIIe siècle, elle ne conserve que le portail sud, composé de trois archivoltes moulurées en plein cintre. Encadré par des contreforts, l'ensemble repose sur des tailloirs moulurés soutenant des colonnes aux chapiteaux simples ornés de palmettes, feuilles nervurées et boules. Un Chrisme, aujourd'hui très détérioré, occupe le tympan. | 42° 45′ 15″ N, 1° 43′ 29″ O |       |
| Église Saint-Étienne (San Esteban)                                                     | Zolia (Aranguren)                                        | Navarre         | Construite à la fin du XIIe siècle, elle présente une nef divisée en trois travées, couvertes d'une voûte en berceau brisé soutenue par des arcs-doubleaux. L'abside semi-circulaire possède une fenêtre axiale en plein cintre, flanquée de contreforts, et l'extérieur se distingue par une ligne d'arcades sous le toit et une tour avec des ouvertures décorées de chapiteaux figuratifs. La porte sud, en plein cintre et composée de trois archivoltes, est surmontée d'une imposte chanfreinée menant à des pilastres sans décoration. | 42° 46′ 07″ N, 1° 35′ 01″ O |       |
| Église Notre-Dame-de-la-Purification (Nuestra Señora de la Purificación)               | Zuazu / Zuhatzu (Izagaondoa)                             | Navarre         | Construite entre la fin du XIIe siècle et le début du XIIIe, elle possède une nef de quatre travées voûtée en berceau brisé, ainsi qu'une abside semi-circulaire couverte d'un quart de sphère. Le portail, simple et ébrasé, s'ouvre sur une baie extérieure richement moulurée, avec trois archivoltes et des chapiteaux finement sculptés. Le petit toit est orné de modillons variés, dont beaucoup sont figuratifs. | 42° 44′ 18″ N, 1° 26′ 54″ O |       |

Plusieurs églises romanes de Navarre (Lepuzáin (Mendibil), Amunarrizqueta, Iriberri, Uzquita, Benegorri, Bézquiz et Donamaría) sont aujourd'hui en ruines ou en très mauvais état. Construites aux XIIe – XIIIe siècles, elles présentent généralement des nefs uniques, des absides rectangulaires ou semi-circulaires, et des portails simples. Certaines conservent encore des éléments notables comme des tours, des chapiteaux sculptés ou des fonts baptismaux, souvent déplacés. Leurs états actuels témoignent d'un abandon progressif malgré leur valeur historique.

## Pays basque français
| Édifices religieux                                                       | Localité                                  | Province basque | Description | Coordonnées                                             | Image |
| ------------------------------------------------------------------------ | ----------------------------------------- | --------------- | --- | ------------------------------------------------------- | ----- |
| Église Saint-Étienne                                                     | Aroue                                     | Soule           | Église Saint-Étienne, romane remaniée au XIXe siècle, présente parmi ses sculptures du XIIe siècle un saint Jacques à cheval, image espagnole du « matamoro ». Petite église de campagne qui conserve un chevet semi-circulaire et un clocher-arcade traditionnel du Pays basque.                                                                    | 43° 19′ 04″ N, 0° 55′ 06″ O                             |       |
| Église Saint-Jean-Baptiste                                               | Haux                                      | Soule           | Église Saint-Jean-Baptiste, datant du XIIe siècle. Elle est caractérisée par sa façade romane ornée de sculptures détaillées et son clocher-mur distinctif. Édifice à nef unique avec abside en cul-de-four, typique du roman pyrénéen. | 43° 04′ 43″ N, 0° 50′ 55″ O                             |       |
| Église de Saint-Blaise                                                   | L'Hôpital-Saint-Blaise                    | Soule           | Église Saint-Blaise, construite au XIIe siècle. Elle se distingue par sa forme de croix grecque et son clocher à double étage. Classée monument historique en 1888 et inscrite au patrimoine mondial en 1998. Joyau roman du XIIe siècle, influencé par l'art hispano-musulman, avec coupole octogonale et décor sculpté raffiné.                    | 43° 15′ 05″ N, 0° 46′ 12″ O                             |       |
| Église Saint-Pierre                                                      | Idaux                                     | Soule           | Église Saint-Pierre, édifiée au XVIIIe siècle. Elle possède un clocher-mur dit trinitaire ou souletin. Église modeste dont les éléments romans sont visibles dans la structure de l'abside. | 43° 10′ 53″ N, 0° 54′ 53″ O                             |       |
| Église paroissiale Saint-Sébastien                                       | Laguinge                                  | Soule           | Datant du XIIe siècle. Nef unique sans transept, avec une abside semi-circulaire simple, marquée par un esprit austère. | 43° 05′ 36″ N, 0° 52′ 00″ O                             |       |
| Église de Saint-Michel                                                   | Ordiarp                                   | Soule           | Église Saint-Michel, construite au XIIe siècle. Liée aux chanoines augustins, l'église témoigne d'influences bénédictines dans son plan et sa décoration murale. | 43° 11′ 09″ N, 0° 56′ 36″ O                             |       |
| Église Sainte-Engrâce                                                    | Sainte-Engrâce                            | Soule           | Église Sainte-Engrâce, édifiée au XIIe siècle. L'un des plus beaux exemples romans du Pays basque, avec façade sculptée riche et crypte remarquable. | 42° 59′ 44″ N, 0° 48′ 36″ O                             |       |
| Église Saint-Jean-Baptiste                                               | Sunhar                                    | Soule           | Église Saint-Jean-Baptiste, datant du XIIe siècle. Église avec chevet roman encore en place, de structure simple mais ancienne. | 43° 08′ 33″ N, 0° 54′ 59″ O                             |       |
| Église Saint-Jean-Baptiste                                               | Arbouet                                   | Basse-Navarre   | Saint-Jean-Baptiste, vieux portail roman, seul vestige de l'église primitive datée du XIIe siècle. Elle présente une architecture romane avec des influences basques, reflétant les traditions locales. Église au plan simple et à nef unique, reflétant une sobriété rurale, sans ornementation sculptée marquante.                                 | 43° 22′ 11″ N, 1° 00′ 01″ O                             |       |
| Chapelle Saint-Nicolas                                                   | Harambeltz (Ostabat)                      | Basse-Navarre   | Chapelle Saint-Nicolas, édifiée au XIIIe siècle. Est un exemple d'architecture religieuse romane basque, reflétant les influences du Chemins de Saint-Jacques-de-Compostelle. Chapelle proche de l'ancien hospice de pèlerins, au plan rectangulaire très épuré.                                                                                     | 43° 16′ 20″ N, 1° 02′ 54″ O                             |       |
| Église Saint-Jean-Baptiste                                               | Lohitzun                                  | Basse-Navarre   | Église Saint-Jean-Baptiste, datant du XIIe siècle. Édifice présentant une architecture sobre avec une nef voûtée en berceau brisé. | 43° 16′ 33″ N, 0° 58′ 40″ O                             |       |
| Église de Notre-Dame-de-l'Assomption                                     | Bidarray                                  | Basse-Navarre   | Église Notre-Dame-de-l'Assomption, construite au XIIe siècle, a été reconstruite en 1625. Elle combine des éléments romans et gothiques, illustrant l'évolution architecturale de la région. Remarquable pour son portail en plein cintre et ses chapiteaux à décor géométrique très sobre.                                                          | 43° 15′ 56″ N, 1° 20′ 53″ O                             |       |
| Chapelle de Sainte-Croix d'Alciette et chapelle Saint André de Bascassan | Alciette-Bascassan                        | Basse-Navarre   | Fondation romane du XIIe siècle, elle semblerait que la chapelle du Saint-Sauveur d'Alciette et la chapelle de Bascassan aurait été totalement refaites au cours du XVIIe siècle Plus communément appelées les « chapelles jumelles », les deux chapelles offrent une construction et une décoration intérieure aux peintures naïves, à l'identique. | 43° 08′ 53″ N, 1° 09′ 27″ O 43° 08′ 33″ N, 1° 10′ 38″ O |       |
| Église Saint-Étienne                                                     | Saint-Étienne-de-Baïgorry                 | Basse-Navarre   | Église Saint-Étienne, construite au XIIe siècle. Église avec clocher-tour massif ; présence de modillons sculptés d'inspiration populaire. | 43° 10′ 32″ N, 1° 20′ 51″ O                             |       |
| Église Saint-Pierre d'Usakoa                                             | Saint-Jean-le-Vieux                       | Basse-Navarre   | Église Saint-Pierre d'Usakoa, édifiée au XIIe siècle. Vestiges d'une église antérieure avec intégration d'éléments romans dans la reconstruction. Ancien hôpital pour pèlerins sur la voie de Saint-Jacques, avec portail roman en arc brisé et un Chrismon (Signum manus) au tympan.                                                                | 43° 09′ 54″ N, 1° 11′ 39″ O                             |       |
| Église Notre-Dame du Bout-du-Pont                                        | Saint-Jean-Pied-de-Port (Donibane Garazi) | Basse-Navarre   | Église Notre-Dame du Bout-du-Pont, actuellement église de l'Assomption-de-la-Vierge, construite au XIIe siècle. Conserve une abside romane et un portail d'origine sur le chemin de Compostelle. | 43° 09′ 45″ N, 1° 14′ 14″ O                             |       |
| Chapelle Saint-Sauveur d'Iraty                                           | Iraty                                     | Basse-Navarre   | Ancien hôpital de l'Ordre de Malte, doté d'un chœur préroman et d'une Via Crucis extérieure remarquable. | 43° 04′ 41″ N, 1° 05′ 51″ O                             |       |
| Église de Notre-Dame-de-l'Assomption                                     | Ainhoa                                    | Labourd         | L'église Notre-Dame d'Ainhoa, bâtie en pierre de taille de grès, marie sobriété et éclat par ses teintes ocre et mauve. Remaniée au XVIe siècle, elle se distingue par son abside en cul-de-four et sa tribune double en bois à l'esthétique basque.                                                                                                 | 43° 18′ 25″ N, 1° 29′ 58″ O                             |       |
| Église de Notre-Dame                                                     | Lahonce                                   | Labourd         | Église Notre-Dame, construite en 1121, adossée à des bâtiments conventuels prémontrés. Église avec éléments romans intégrés à un ensemble plus tardif ; remarquable portail à voussures sculptées. | 43° 29′ 13″ N, 1° 23′ 11″ O                             |       |

## Proche du Pays basque
| Édifices religieux         | Localité               | Province basque | Description | Coordonnées                 | Image |
| -------------------------- | ---------------------- | --------------- | --- | --------------------------- | ----- |
| Église Saint-Jean-Baptiste | Saint-Gladie           | Béarn           | Église Saint-Jean-Baptiste, datant du XIIe siècle. Édifice rural dont subsistent des parties romanes dans le chevet et quelques sculptures primitives.                                                                     | 43° 22′ 51″ N, 0° 56′ 00″ O |       |
| Église Saint-Jean-Baptiste | Viellenave-sur-Bidouze | Béarn           | Église Saint-Jean-Baptiste, édifiée au XIIe siècle sur des fondations gallo-romaines ; éléments du Xe et XIe siècle visibles. Église à nef unique avec clocher-mur ; site classé, proche d'un pont médiéval sur la Bidouze | 43° 24′ 47″ N, 1° 05′ 44″ O |       |
| Église de Sainte-Croix     | Oloron-Sainte-Marie    | Béarn           | Église à plan roman avec trois absides et une coupole octogonale sur trompes califales. | 43° 11′ 21″ N, 0° 36′ 22″ O |       |
| Cathédrale de Sainte-Marie | Oloron-Sainte-Marie    | Béarn           | Ancienne cathédrale à portail richement sculpté, scènes de la vie quotidienne et représentations apocalyptiques. | 43° 11′ 16″ N, 0° 36′ 58″ O |       |